# Проезд снаружи поездов

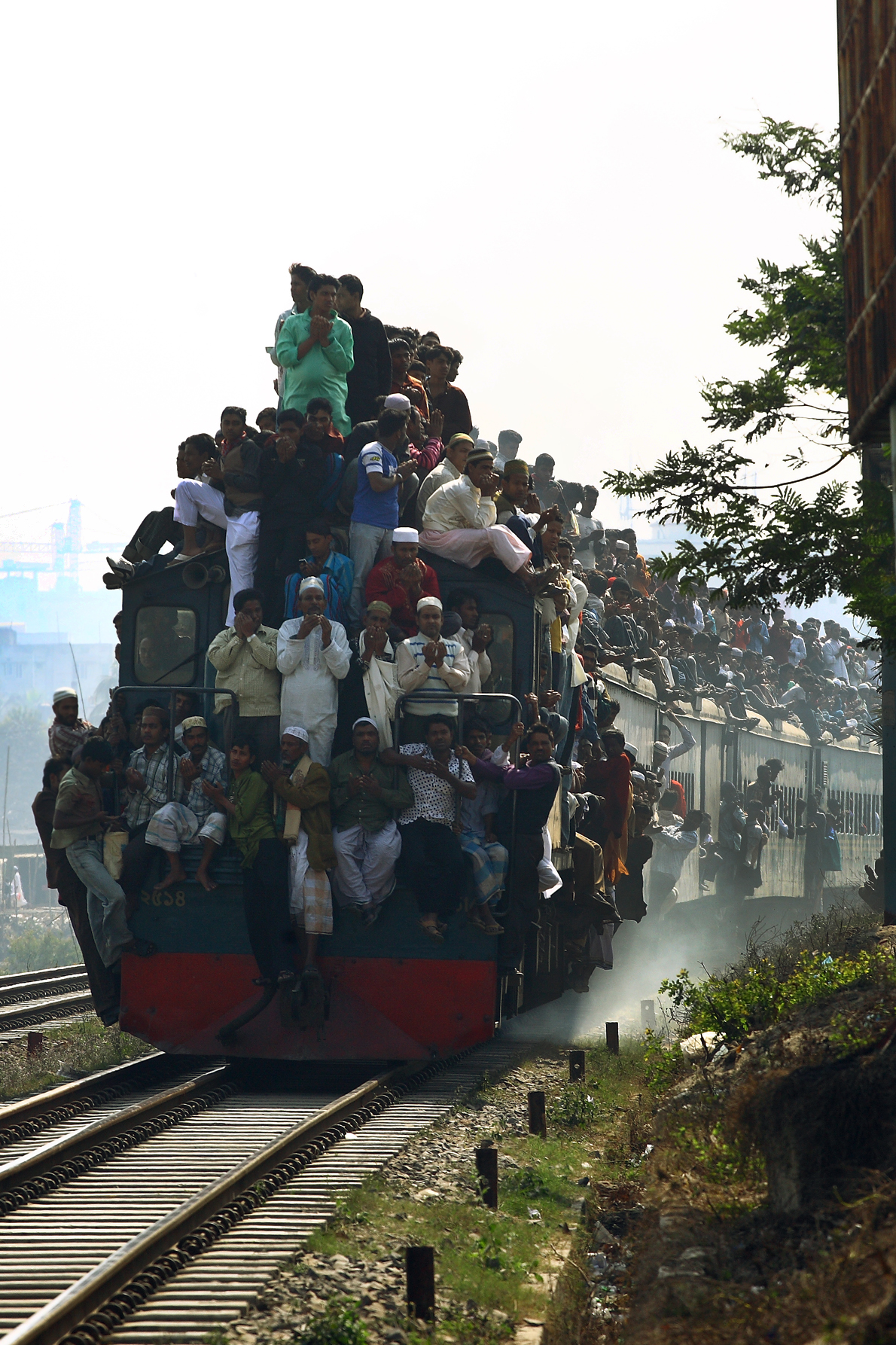
Наружный проезд на поезде в Бангладеш

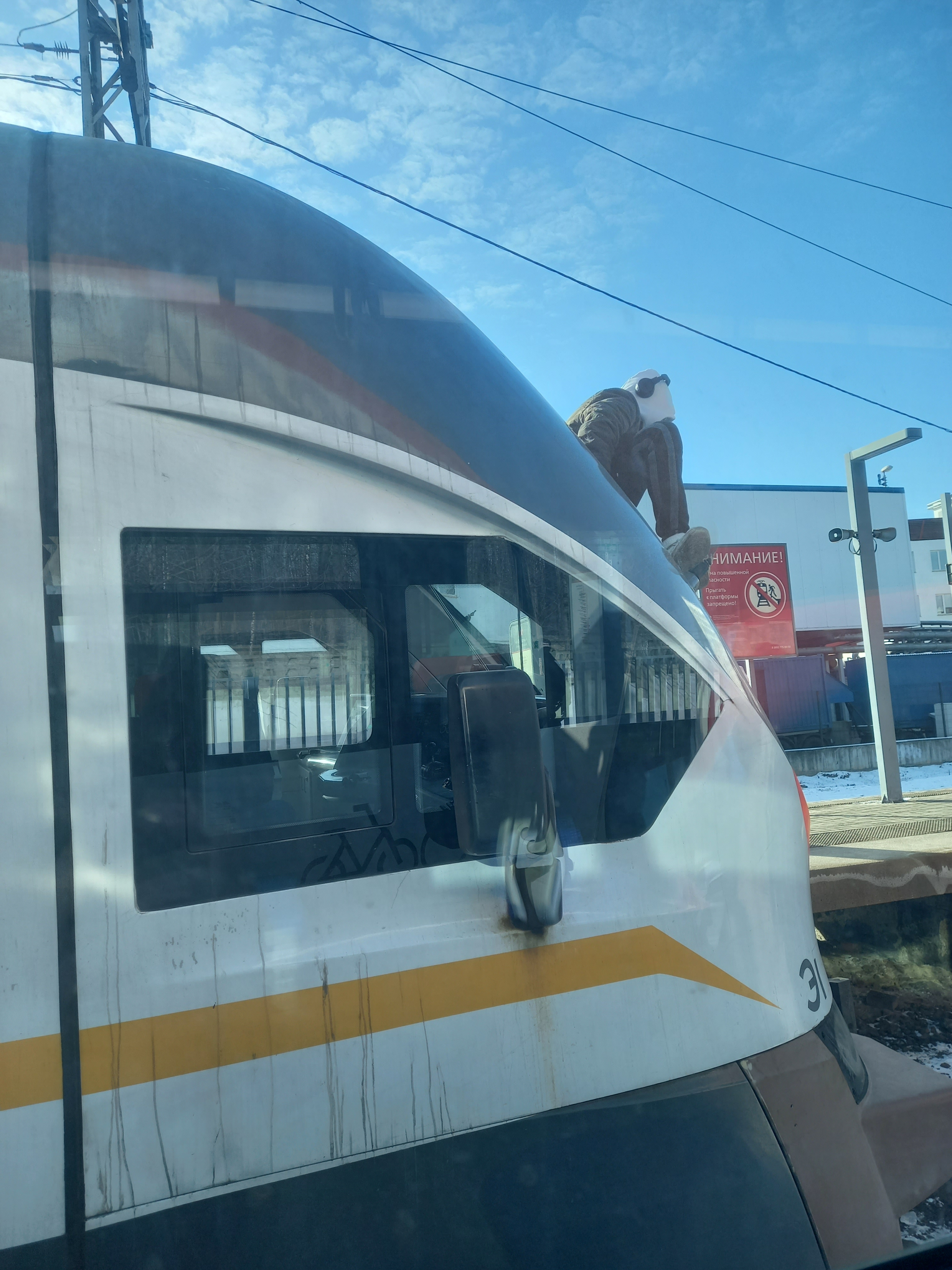
Подросток на хвостовом вагоне поезда МЦД в Москве, перегон Стрешнево—Красный Балтиец, 22.02.2025

Проезд снаружи поездов и некоторых других транспортных средств (также используются термины «зацепинг», «зацепер»), «трейнсёрфинг» (от англ. train — поезд и surfing — сёрфинг, «езда вдоль поверхности»), «трейнхоппинг» («трейнхоп») (от англ. train hop — запрыгивание на поезд) — способ передвижения, заключающийся в проезде на поездах, трамваях и иных рельсовых транспортных средствах, а иногда и на троллейбусах и автобусах с их внешней стороны. Включает в себя проезд на крышах, переходных площадках, в открытых кузовах (у вагонов открытого типа), либо с боковых или торцевых сторон вагонов, или в подвагонном пространстве на элементах наружной арматуры подвижного состава. Люди, неофициально практикующие данный способ проезда, именуются зацеперами, трейнсёрферами, трейнхопперами, на трамваях — висунами и колбасниками («колбаса» — трамвайная сцепка устаревшей конструкции, на которой можно сидеть или стоять). Для проезда снаружи грузовых поездов также используется термин «фрейтхоп» (англ. freight — грузовой).
Практика такого передвижения возникла с момента появления рельсового транспорта, стала широко распространена в первой половине XX века и сохранилась в наши дни на многих железных дорогах. На сегодняшний день проезд снаружи поездов распространён во многих странах мира и практикуется преимущественно молодёжью и вольными путешественниками, однако на перегруженных железнодорожных линиях носит массовый характер. Практикующие могут преследовать цель проезда в более комфортных условиях, безбилетного или скрытного проезда, в качестве вынужденной меры в связи с переполненностью вагонов или для спортивного интереса. В ряде регионов мира существуют объединения любителей данного способа как хобби. Наряду с пассажирами, наружную езду на поездах часто практикуют работники транспортных предприятий при выполнении маневровых и других работ, где требуется дополнительный контроль над следованием состава.
При проезде снаружи поездов лица, практикующие его, могут подвергаться риску травмирования (в том числе инвалидизации) или гибели в результате падения с движущегося состава, столкновения с негабаритными объектами железнодорожной инфраструктуры, поражения электрическим током от контактной сети и силового электрооборудования подвижного состава или воздействия условий внешней среды, поэтому с их стороны зачастую требуется определённая подготовка и постоянный контроль обстановки в течение поездки. Особенно опасен зацепинг в метрополитене, для предотвращения проезда вне салонов вагонов метрополитена применяются специальные меры — гибкие заграждения («лыжи») между вагонами, ограничивающие доступ к межвагонному пространству над автосцепкой.  На многих железных дорогах, в том числе и по всей России, данный способ проезда запрещён законодательством и правилами пользования транспортом для пассажиров, и многие железнодорожные компании (в том числе РЖД) принимают различные меры для противодействия данной практике из-за её смертельной опасности. Проезд пассажиров снаружи поездов часто подвергается критике с различных позиций представителями железнодорожных компаний, правоохранительных органов и СМИ, а также нередко осуждается общественностью.

## История

### Возникновение и развитие
Явление проезда пассажиров снаружи транспортных средств существовало задолго до появления первых железных дорог.

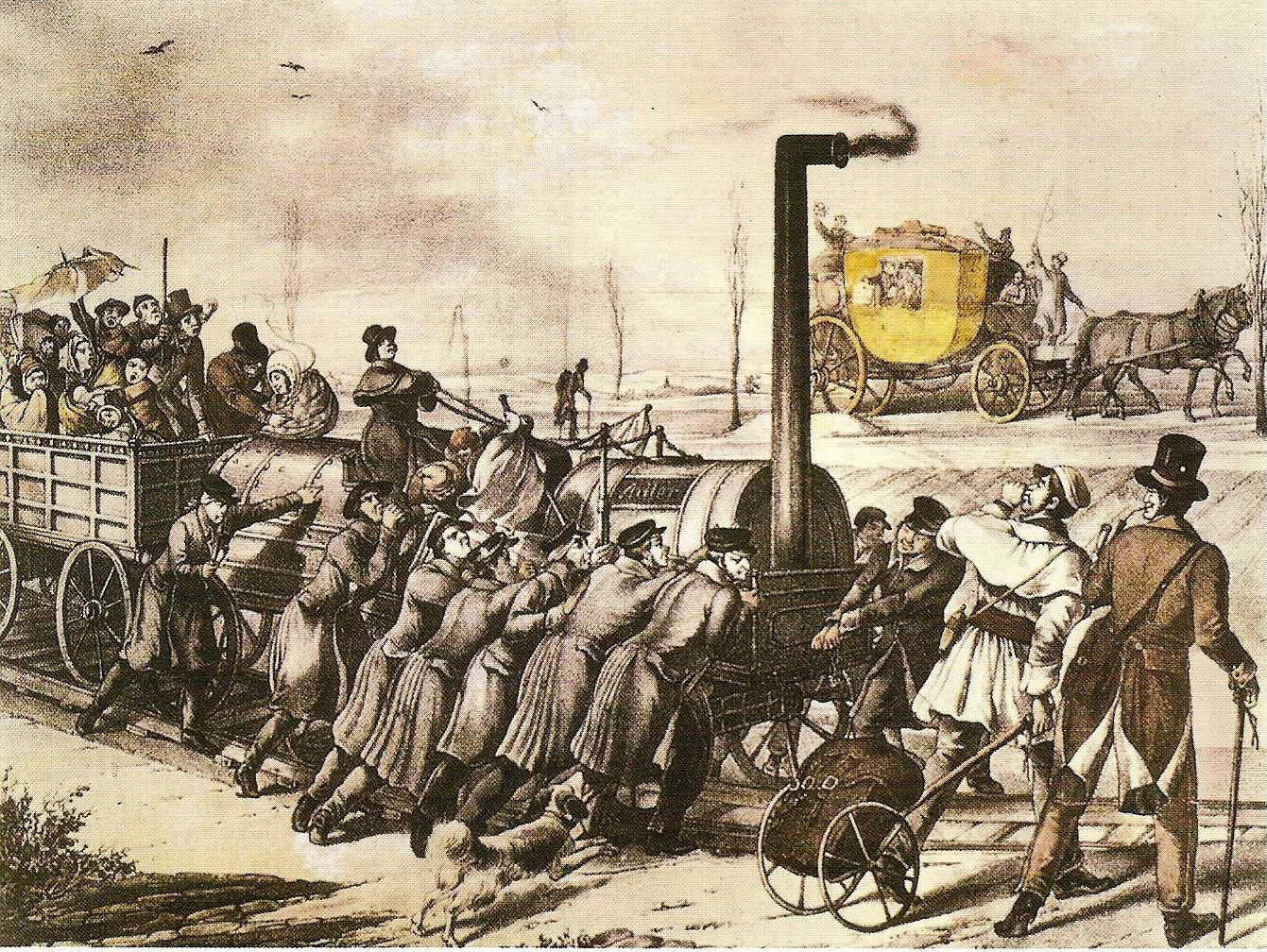
Первые поезда унаследовали практику наружной езды у повозок

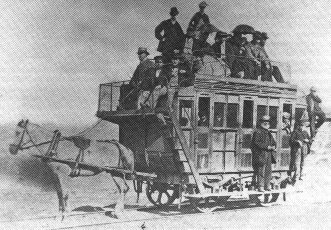
Конка с пассажирами на крыше и подножках, 1870 год

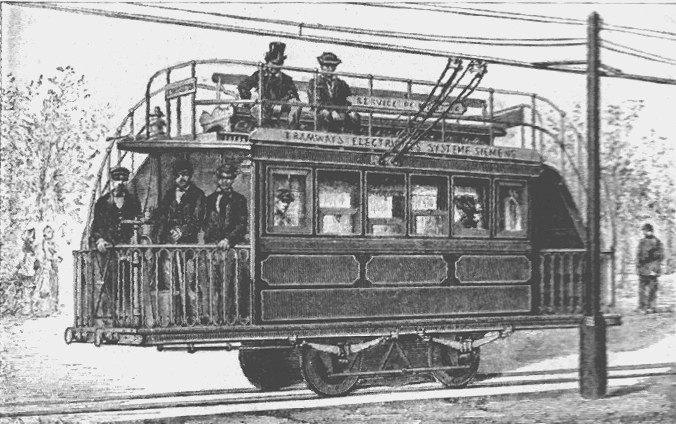
Один из первых электрических трамваев Парижа с пассажирами на крыше, 1881 год

С момента появления первых рельсовых транспортных средств на конной (конка), а впоследствии и на паровой тяге, практика наружной езды на них была перенята у дорожных повозок. На ряде первых железных дорог вагоны и локомотивы нередко были полностью открытыми, а крытые пассажирские вагоны по внешнему виду были схожи с каретами и имели подножки и торцевые сиденья с внешней стороны, поэтому проезд как пассажиров, так и железнодорожников с внешней стороны поездов на подножках, крышах и в вагонах открытого типа был обычным явлением. Ряд пассажирских вагонов также предусматривал наличие с внешней стороны сидячих пассажирских мест — существовали как открытые пассажирские вагоны с бортами, так и крытые вагоны с площадками и сиденьями на крыше («империалами»).

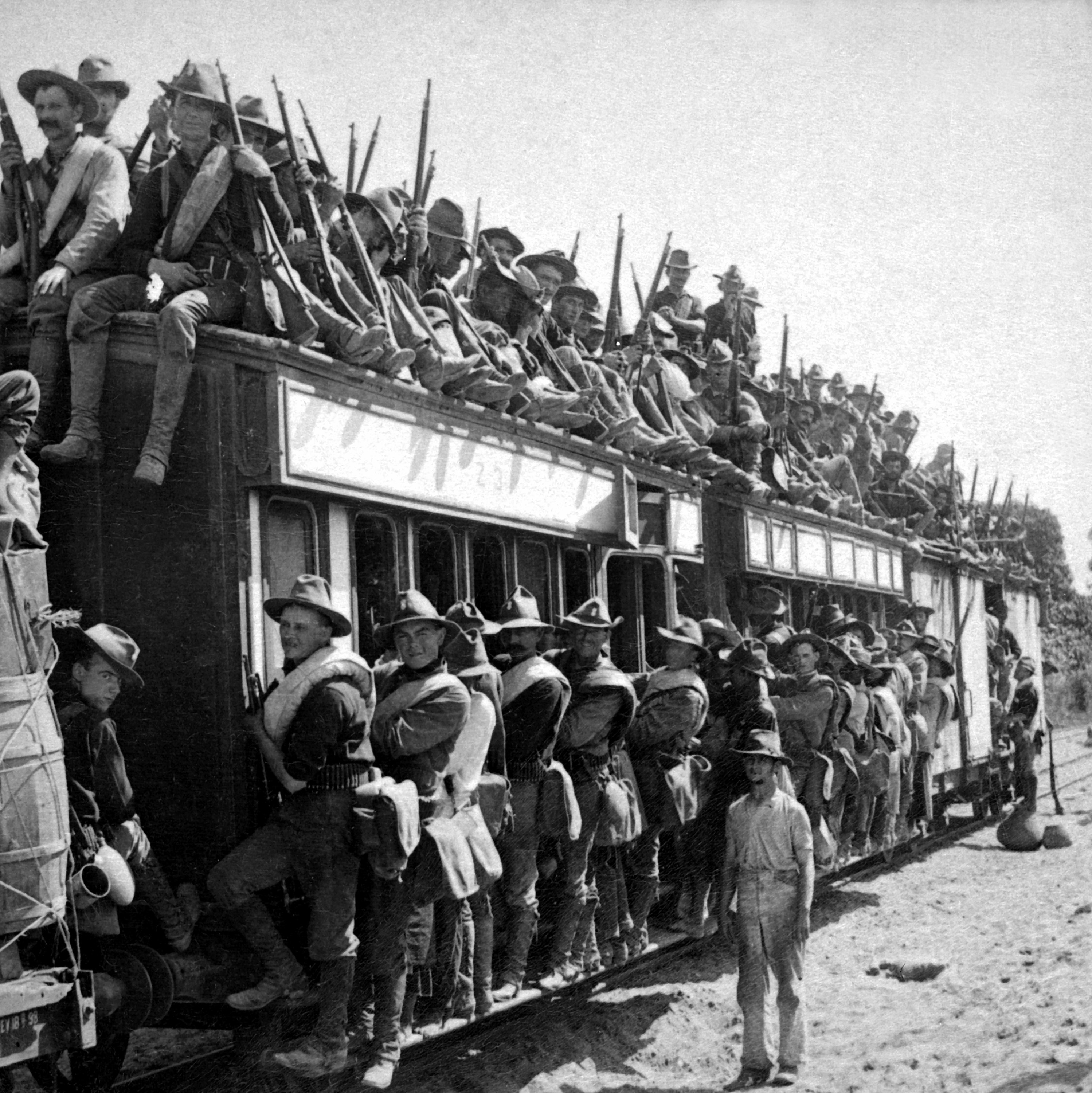
Солдаты во время следования на фронт, 1900 год

Со временем, начиная со второй половины XIX века, по мере увеличения размеров и скоростей поездов практически все пассажирские вагоны стали выпускаться полностью крытыми и оборудоваться дверьми и другими элементами пассивной безопасности для предотвращения выпадения пассажиров из поезда, а пассажирские места начали размещаться исключительно внутри вагонов. Позднее аналогичные меры начали вводиться и на трамвайных линиях. Кондукторам зачастую предписывалось следить за пассажирами во избежание осуществления проезда вне вагона с их стороны, однако сами кондукторы и работники поездных бригад в процессе следования часто практиковали наружную езду на подножках или крышах поездов и трамваев, и хотя для повышения безопасности их работы также был предпринят ряд мер в конструкции поездов и правилах проезда (на некоторых железных дорогах были введены специальные тормозные вагоны), их они коснулись в существенно меньшей степени, чем пассажиров. На ряде железных дорог вагоны оснащались специальными подножками и поручнями для возможности прохода членов поездной бригады и кондукторов снаружи состава во время движения, поскольку ввиду сильной переполненности или конструктивных особенностей вагонов исключалась возможность прохода железнодорожников внутри вагона.
Наибольшее развитие в эпоху XIX века наружный проезд получил в США после гражданской войны в эпоху активного строительства железнодорожных линий на запад и практиковался в основном среди хобо, которые практиковали проезд снаружи поездов, преимущественно грузовых, для бесплатного путешествия по стране на большие расстояния.

### Рост активности (первая половина XX века)
Первая половина XX века стала периодом активного развития явления наружной езды на поездах на многих железных дорогах мира.

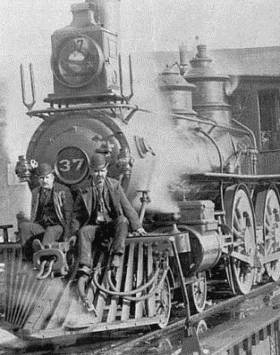
Хобо на носовой части паровоза, начало XX века

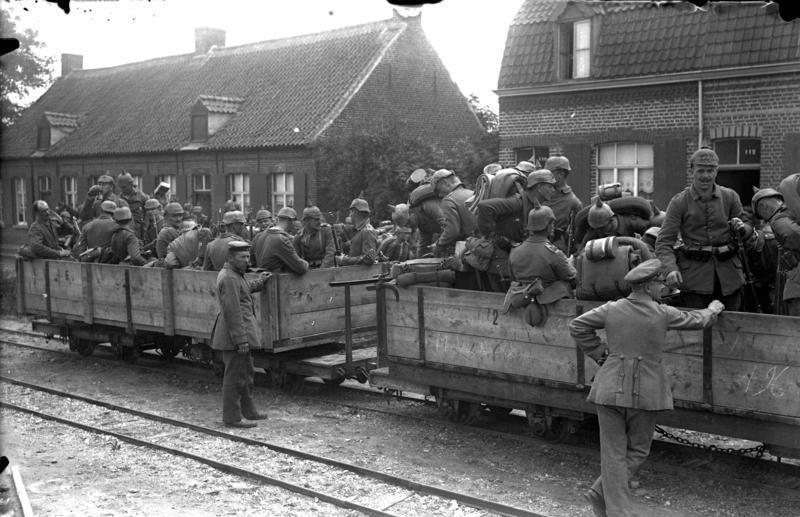
Перевозка немецких солдат по узкоколейной железной дороге,
Первая мировая война

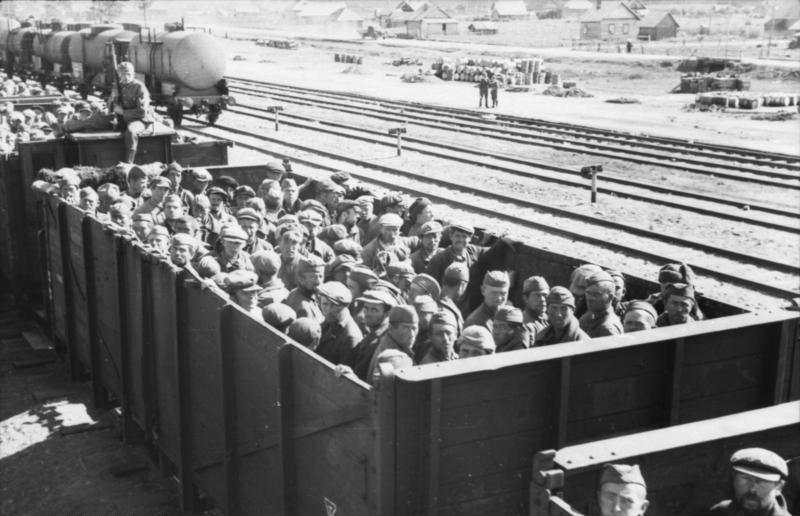
Перевозка немцами советских военнопленных, 1941

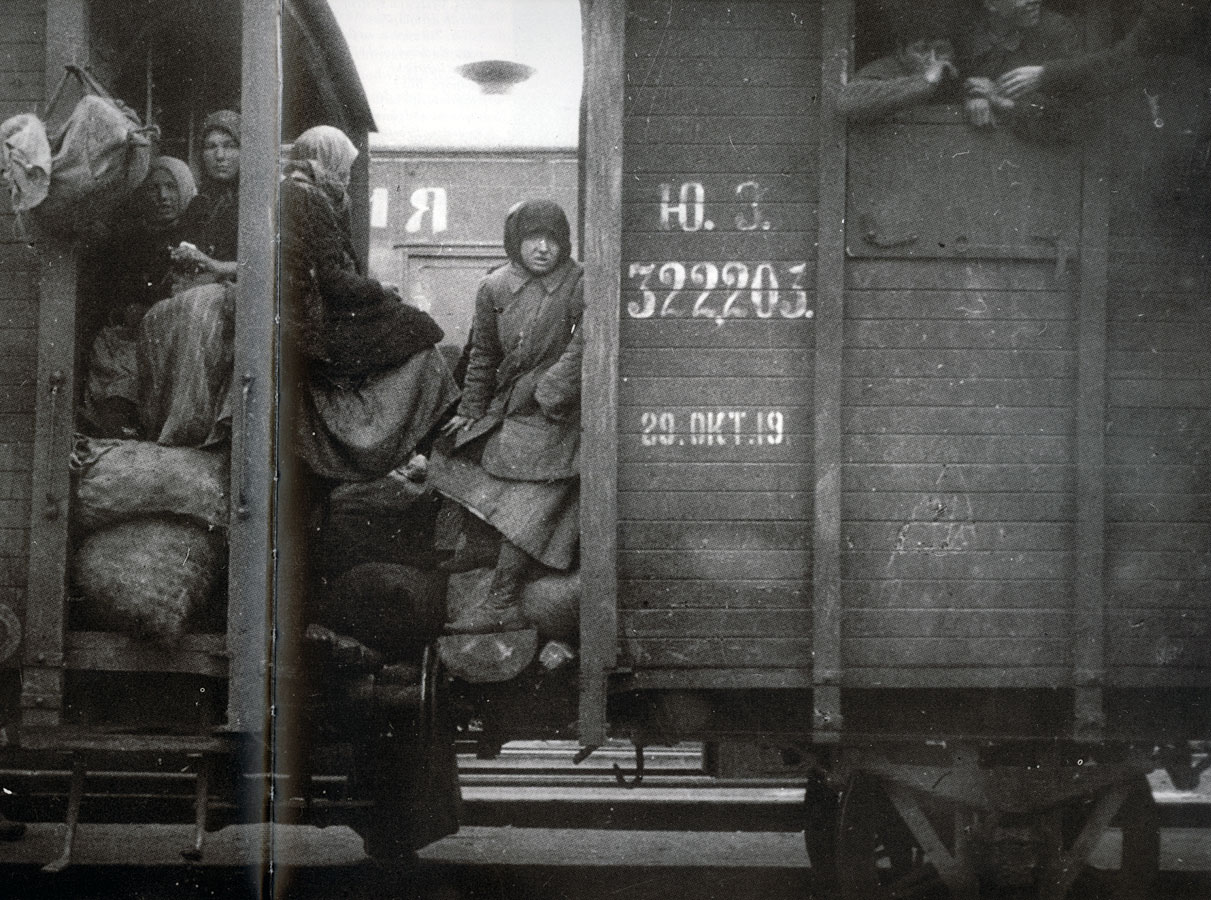
Мешочники часто практиковали проезд снаружи поездов как способ бесплатного проезда, 20-е—30-е года XX века

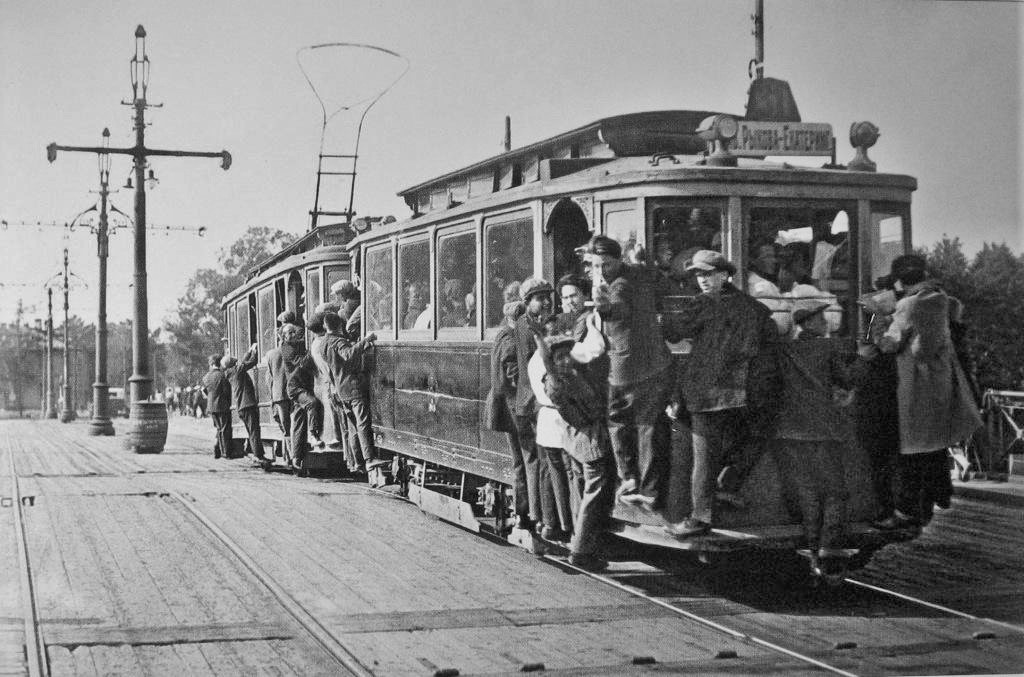
Переполненный трамвайный поезд из вагонов МС-1 + ПС в Ленинграде, 1933 год

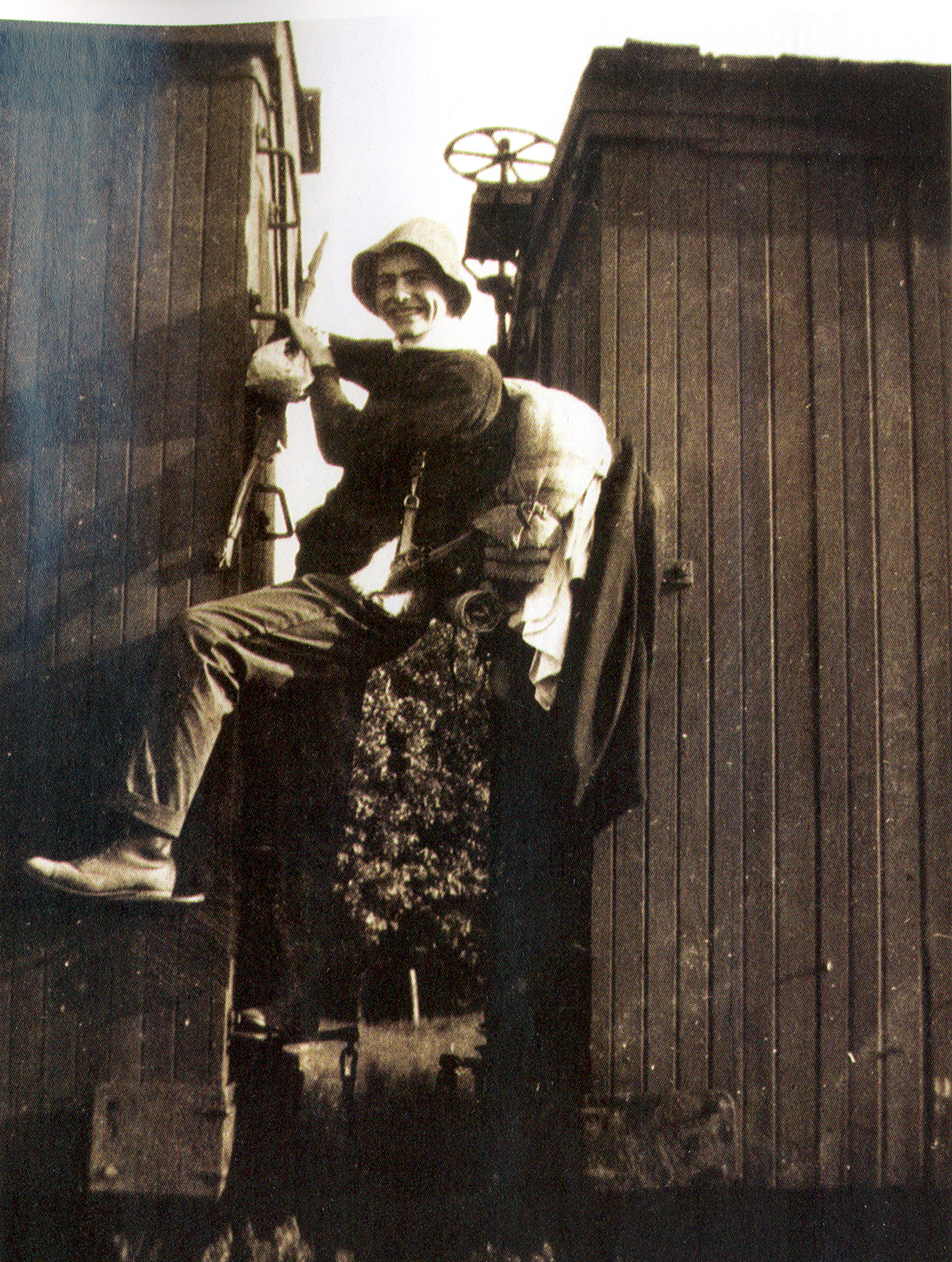
Эрнест Хемингуэй перед поездкой на грузовом поезде, 1916 год

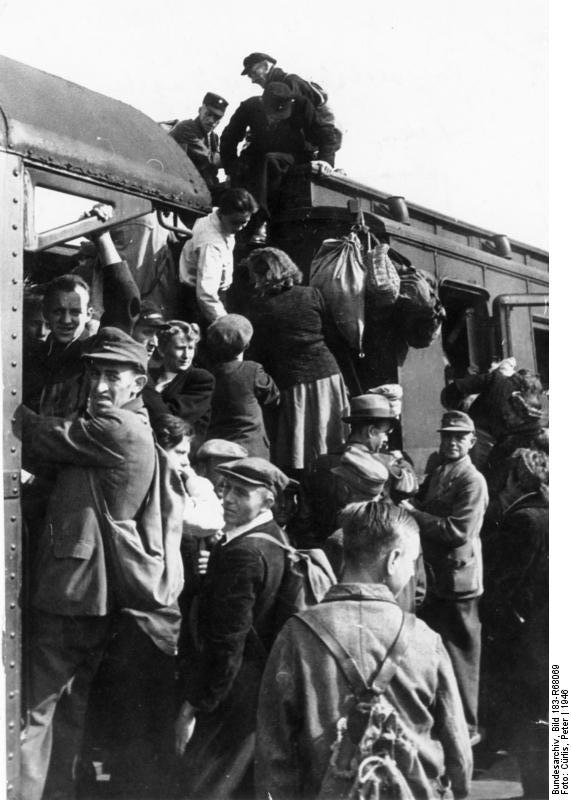
Переполненный поезд в Германии, 1946 год

С одной стороны, правила пассажирских перевозок и конструкция пассажирских вагонов в XX веке претерпели существенные изменения, нацеленные на повышение безопасности проезда пассажиров и работников транспорта, при этом вагоны постепенно становились все менее приспособленными для проезда снаружи. Однако такие факторы, как рост населения городов, развитие железнодорожных линий, а также нестабильная экономическая и политическая ситуация и военные конфликты во многих развитых странах мира привели к тому, что заполненность городского и пригородного транспорта резко возросла. Кроме того, в случае военных конфликтов мест внутри вагонов для перевозки солдат, военнопленных или эвакуируемого населения зачастую не хватало, что также вынуждало ехать где придется.
С начала XX века в эпоху появления и развития трамвайных линий в ряде городов Европы и США, по мере роста населения переполненность трамваев в часы пик резко возросла. Это привело к тому, что ряд пассажиров, не сумевших влезть в салон, стали практиковать наружную езду на сцепках, подножках и поручнях около дверей вагонов (называлось это «ехать на колбасе»), а иногда даже забирались на крышу. Хотя распространённость данного явления зачастую была дифференцирована по времени и городам и снижалась по мере увеличения пропускной способности общественного транспорта, до середины XX века она продолжала иметь широкое распространение.

В Европе в первой половине XX века в ряде регионов население нередко путешествовало снаружи поездов ввиду массового голода и напряжённой политической ситуации в Европе — в частности, в РСФСР и СССР явление получило распространение в период массового голода в начале 20-х и 30-х годов XX века. Людей, проезжавших снаружи грузовых поездов в целях приобретения продовольствия для своего потребления или с целью перепродажи, называли мешочниками и к ним применялись жесткие санкции:
«Лица, едущие на паровозах и тормозных площадках, подлежат немедленному аресту и отправлению в местные Чрезвычайные Комиссии на предмет дальнейшего направления их в концентрационный лагерь, сроком до 5 лет».
В период первой и второй мировых войн она часто была вынужденной мерой при транспортировке солдат и беженцев, поскольку даже использование крытых грузовых вагонов для перевозки людей (теплушек) наряду с пассажирскими зачастую не позволяло осуществлять достаточно быстрый переброс войск или эвакуацию населения, поэтому не поместившиеся внутри ехали на крышах и подножках поездов, а также в открытых грузовых вагонах. В США распространённость достигла пика в 1930-е годы в результате Великой депрессии.
Кроме того, в первой половине XX века представители железнодорожников, бывало, ехали снаружи на локомотиве во время торжественных мероприятий, таких как железнодорожные праздники, открытие новых линий или возвращение поездов с солдатами с фронта.

### Спад активности (середина XX века)
В период с конца первой — начала второй половины XX века во многих развитых странах политическая и экономическая обстановка стабилизировалась, что в совокупности с массовым развитием автотранспорта, выпуском нового подвижного состава и повышением требований по безопасности пассажироперевозок привело к резкому уменьшению количества перемещающихся на поездах мигрантов и снижению уровня переполненности поездов в часы пик. Что, в свою очередь, повлекло резкий спад явления наружной езды. Во многих городах началась закупка менее приспособленных для проезда снаружи новых трамваев и принятие мер со стороны транспортных предприятий и полиции по пресечению наружной езды пассажирами.
Массовое строительство автодорог и распространение по всему миру практики автостопа как более безопасного способа бесплатного путешествия также повлекло снижение популярности наружной езды на поездах в среде мигрантов и вольных путешественников, что было особенно ярко выражено в США. В начале 50-х годов во время учёбы в институте будущий президент России Борис Ельцин осуществил двухмесячную поездку по стране, передвигаясь на крышах и подножках поездов. В то же время в странах Юго-Восточной Азии и Африки из-за небольшого количества поездов при большой плотности населения наружная езда на различных видах транспорта, в том числе и железнодорожном, получила массовое развитие.

### Возрождение в качестве хобби (вторая половина XX века — настоящее время)

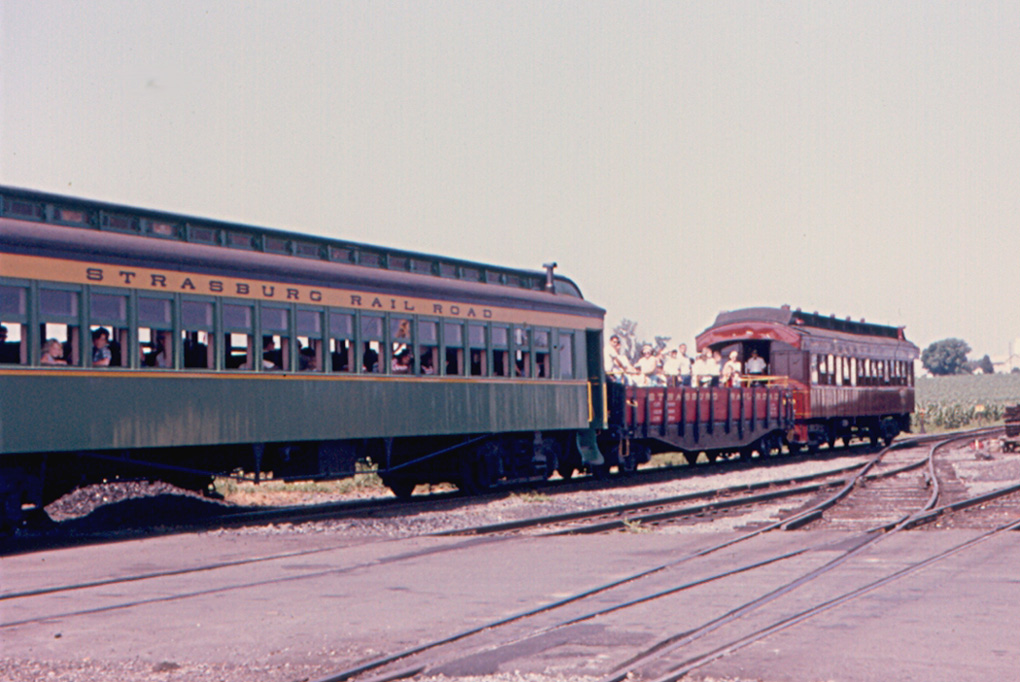
Туристический поезд в Страсбурге в 1966 году. В составе поезда имеется открытый грузовой вагон для пассажиров.

Хотя как способ свободного путешествия либо вынужденного проезда при переполненности вагона проезд снаружи поездов практиковался и ранее, как хобби он начал зарождаться лишь во второй половине XX века. К этому времени в ряде городов подростки нередко практиковали езду на буферах и сцепках трамваев, однако как достаточно распространённое молодёжное увлечение на железной дороге проезд снаружи поездов впервые приобрёл в ЮАР в период 70-х годов, когда железнодорожные пути перестали охраняться, получив наибольшую популярность в среде подростков из неблагополучных семей. То же самое имело место в Бразилии в начале 80-х годов, в особенности, в Рио-де-Жанейро и его пригородах.
В 1990-е годы распространение данного хобби, в особенности на пассажирских поездах пригородного сообщения достигло развитых стран Европы, США и Австралии. В Германии он получил название «S-Bahn-Surfen» (так как там чаще всего он практикуется на поездах городских железных дорог), трейнсёрфинг долгое время был моден до начала 2000-х, так как проезд снаружи пассажирского поезда при наличии билета на него не грозил штрафами. В 2005 году известность в широких кругах и популярность проезда снаружи поездов в Германии на некоторое время повысилась после случая, когда один из немецких трейнсёрферов впервые осуществил проезд снаружи скоростного поезда ICE3, используя вакуумную присоску и карабин для крепления к лобовому стеклу хвостового вагона поезда.

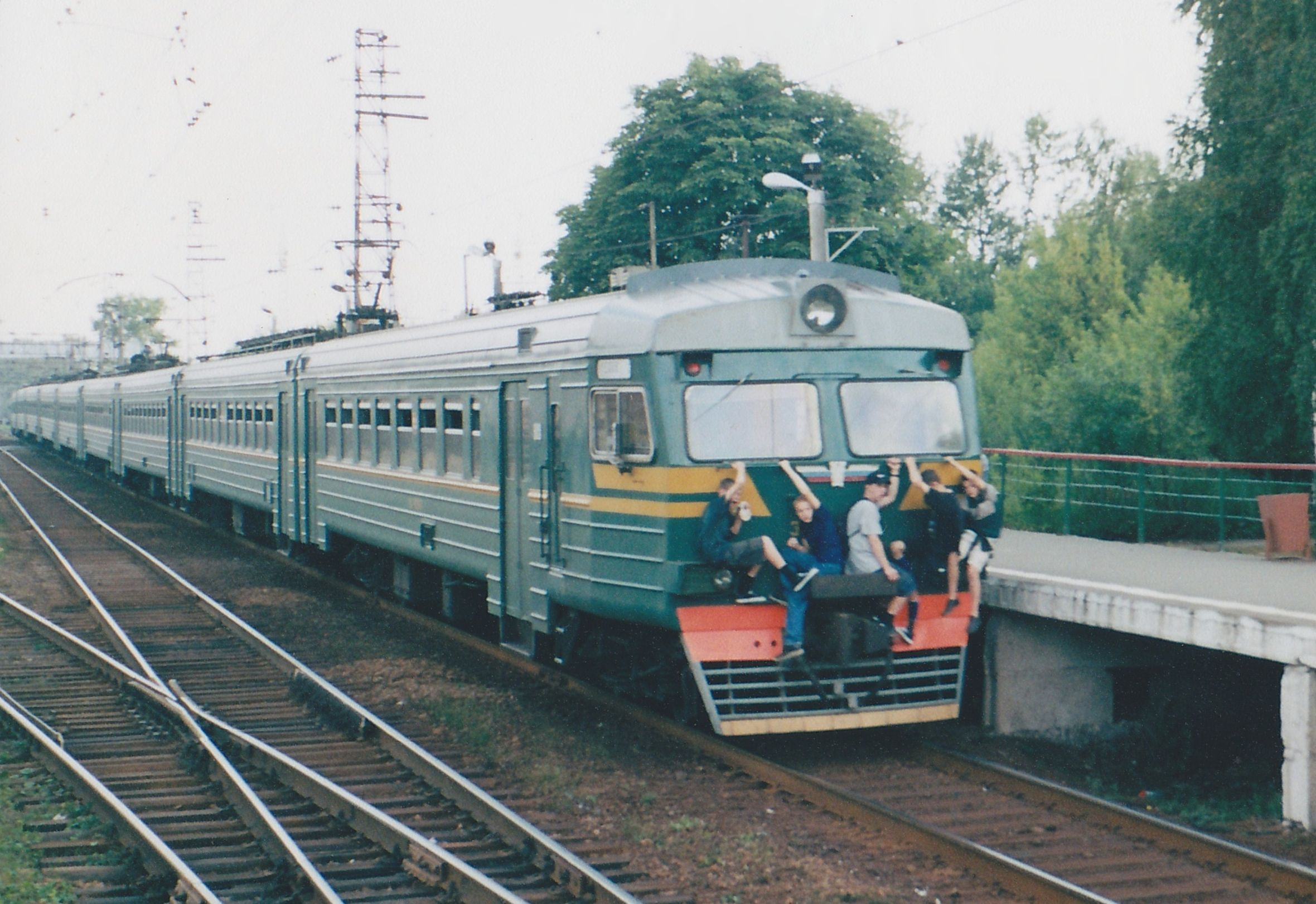
Подростки на хвостовой кабине электропоезда ЭД4 в 2002 году

В СССР развитию этого явления на пригородных поездах способствовали произошедшее в 1980-х исключение проводников, ездивших в задних кабинах электро- и дизель-поездов, из состава поездной бригады, отсутствие планирования министерством путей сообщения увеличения количества вагонов в поезде на праздничные дни, а также нестабильная ситуация в России и ряде постсоветских стран в эпоху 90-х.
В середине 2000-х в России на Московской и Октябрьской железных дорогах обострилась проблема переполненности пригородных электропоездов, сопряжённая с нехваткой их рейсов. Ситуация усугубилась в 2007 году после начала массовых отмен электричек на ряде направлений. Развитию этого явления отчасти способствовало и появление в Интернете объединений любителей наружной езды, а также распространения видеороликов, показывающих процесс поездки снаружи вагонов..
Летом 2010 года из-за широкомасштабных отмен электричек и аномальной жары явление наружной езды на пригородных электропоездах в Московском регионе приняло массовый характер, а освещение в средствах массовой информации этих событий, а также ряда инцидентов, произошедших с осуществлявшими проезд снаружи поездов пассажирами, привело к широкой известности данного явления. Также в России с 2010 года участились случаи проезда снаружи поездов в метрополитенах, а в 2011 году зафиксирована попытка подобной поездки на скоростном поезде «Сапсан».

## Современное состояние

### Распространение
Проезд снаружи поездов имеет массовое распространение в некоторых странах Южной и Юго-Восточной Азии и Африки, где часто является вынужденной мерой из-за крайней переполненности поездов — в среднем снаружи одного поезда в час пик может проезжать от нескольких десятков до нескольких сотен человек, а в ходе праздников их число может возрастать до тысяч. Развитие железнодорожной сети, увеличение парности, грамотное городское планирование приводят к постепенному снижению этого явления.
На большинстве железных дорог в других странах, где проезд снаружи поездов запрещён законодательством и правилами пользования, он имеет разный уровень развития и существует на уровне экстремального молодёжного хобби или способа бесплатного путешествия, тем не менее, в ряде регионов при возникновении чрезвычайных ситуаций, таких как массовая отмена поездов либо экономический кризис или природный катаклизм, он может временно принимать массовый характер. Проезд снаружи грузовых поездов может иметь распространение даже на тех железных дорогах, где наружная езда на пассажирских поездах практически отсутствует. Например, в Мексике грузовые поезда часто используются нелегальными мигрантами для путешествия в США, а США и Канаде существует немалое количество как одиночных путешественников, так и групп любителей путешествий на грузовых поездах, при этом в большинстве случаев проезд осуществляется снаружи вагонов. В странах Западной и Центральной Европы езда на грузовых поездах с их внешней стороны также имеет некоторое распространение, но в меньшей степени.
На некоторых железных дорогах езда снаружи поезда легальна и даже может использоваться в качестве аттракциона для туристов — например, таковы горная железная дорога горы Нос Дьявола в Эквадоре и система канатного трамвая в Сан-Франциско.
В Европе по состоянию на конец 2000-х — начало 2010-х годов проезд снаружи поездов наибольшее распространение получил в России в Московской и Ленинградской области и на Украине в Киевской области, в особенности на пригородных поездах. В Москве и Московской области, по оценкам экспертов, число практикующих составляет примерно 20 тысяч человек, при этом чаще всего это явление наблюдается на Ярославском и Горьковском направлениях МЖД. Также достаточно высокое распространение в этих странах имеет езда снаружи грузовых поездов, которая в некоторых отдалённых регионах России является едва ли не единственным способом передвижения местного населения. На некоторых линиях в отдаленных регионах пассажирские поезда могут иметь прицепленные грузовые вагоны или платформы, в которых разрешен бесплатный проезд. По крайней мере, с 2011 года отмечается опасная практика проезда снаружи в Московском метрополитене.
- Проезд сзади на автосцепке хвостового вагона электропоезда X60 на перегоне Розерсберг — Уппландс Весбю (Швеция)
- Проезд спереди в нише автосцепки головного вагона электропоезда ЭС2Г "Ласточка" на перегоне Сходня — Химки (Россия)
- Проезд сбоку и между вагонами узкоколейного пассажирского поезда на линии Антоновка — Заречное (Украина)
- Проезд сбоку паровоза Эр на перегоне Шохры — Тихорецкая (Россия)
- Проезд на платформе и в думпкаре в составе грузового поезда на линии Киев — Фастов (Украина)
- Проезд на хвостовой кабине и в открытых дверях электропоезда 81-717М/714М в Тбилисском метрополитене (Грузия)

#### Мотивации проезда снаружи поездов

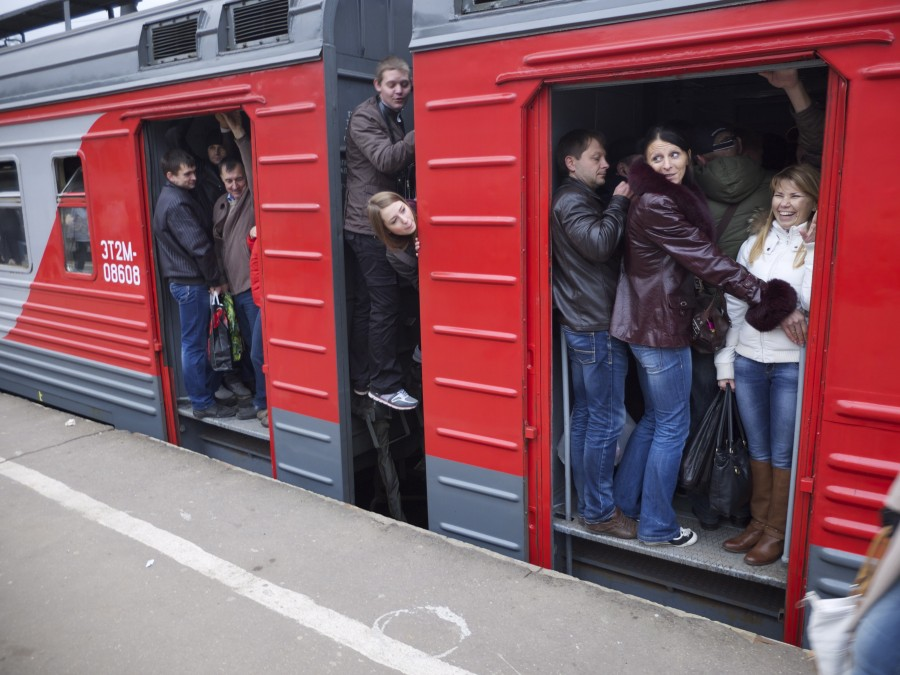
Электричка на Москву в час пик. Пассажиры, не поместившиеся в переполненные тамбуры, едут снаружи между вагонами

Обычно проезд снаружи поездов рассматривается пассажирами, практикующими данный способ передвижения как способ свободного путешествия на поезде на открытом пространстве, который, по их мнению, имеет ряд преимуществ по сравнению с ездой внутри вагона и позволяет получать удовольствие от процесса поездки, однако он может практиковаться как вынужденная мера при отсутствия возможности проезда внутри вагона.
В качестве факторов, мотивирующих к проезду снаружи поезда, называют:
- более широкий по сравнению с видом из окна вагона обзор окружающей местности[20][51][54][47]
- возможность проезда в более комфортных условиях на свежем воздухе при переполненности вагонов, а также духоте или сильной жаре внутри поезда[49][55][56]
- возможность осуществлять проезд на переполненном поезде при невозможности войти внутрь вагона[32]
- возможность безбилетного проезда[20][49][55]
- возможность осуществлять посадку и высадку на ходу поезда при его движении с небольшой скоростью[15], позволяющая успеть на отправляющийся поезд или покинуть его до полной остановки[51][57]
- возможность осуществлять проезд на поезде, не осуществляющем перевозку пассажиров при отсутствии возможности посадки внутрь вагона[25][49][55] (на грузовом, почтовом или служебном поезде, на одиночном локомотиве, на пассажирском поезде, совершающем служебный рейс и т. д.)
- возможность прохода по поезду с внешней стороны при невозможности осуществления этого внутри вагона[5] (например, из-за отсутствия межвагонных переходов или наличия в межвагонных переходах закрытых дверей, сильной переполненности поезда пассажирами, пожаре в вагоне и т. д.) и возможность проникнуть в вагон или из него нестандартными способами (через окно[23], межвагонную резину[58] и т. д.)

Некоторые практикующие рассматривают проезд снаружи поездов как неформальный вид экстремального спорта. По мнению ряда трейнсёрферов, навык проезда снаружи поездов также способствует развитию общей физической и ментальной подготовки и может сыграть роль при спасении в экстренной ситуации..

#### Сообщества и субкультура

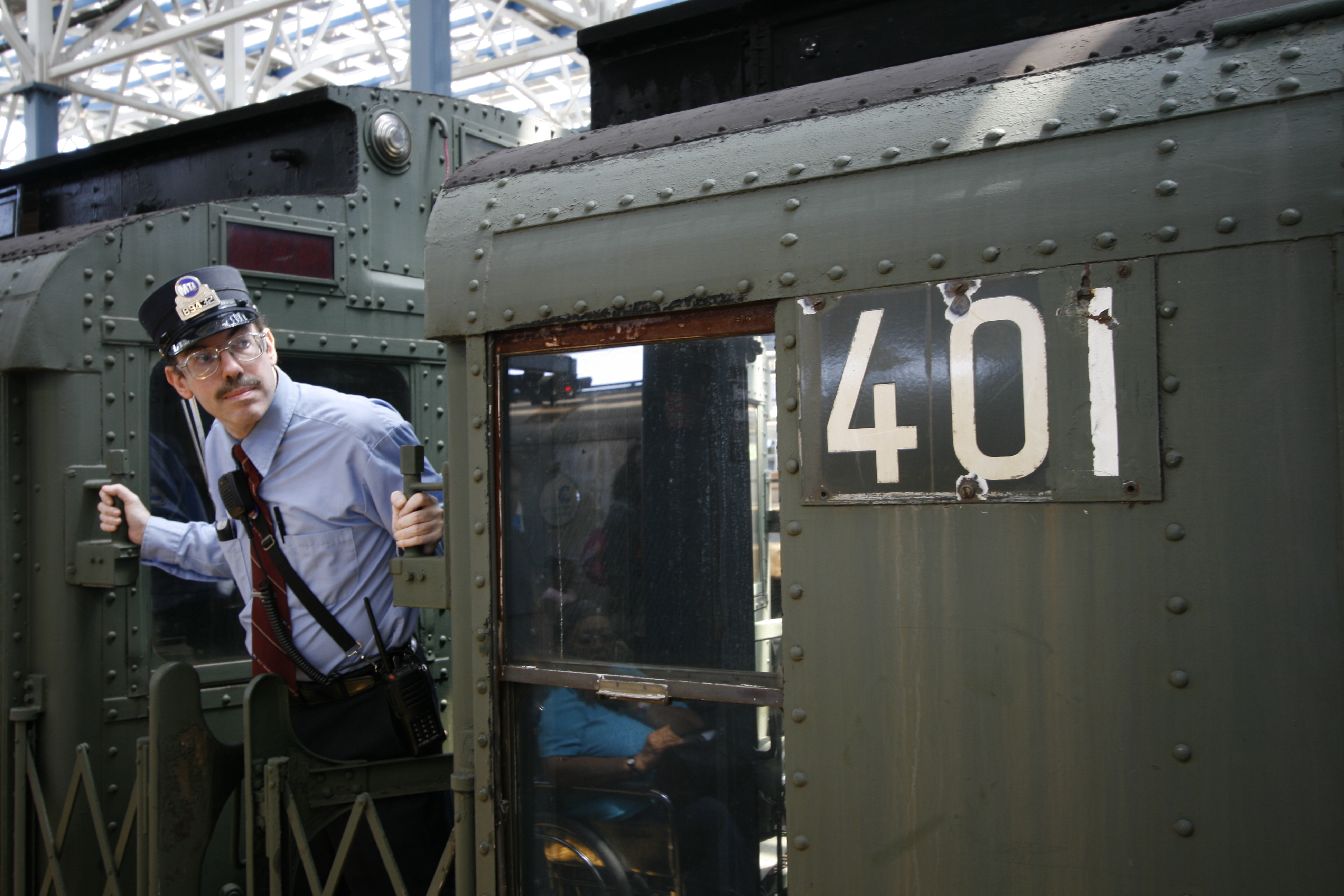
Кондуктор на поезде устаревшей модели в метро Нью-Йорка

С началом развития проезда снаружи поездов в качестве хобби и особенно массовым распространением средств коммуникации, по всему миру стала широко распространённой практика общения и возникновения объединений трейнсёрферов как в реальной жизни, так и в Интернете. (недоступная ссылка) Широко распространена практика фото- и видеосъёмки поездок с последующим выкладыванием в Интернет. В субкультуре существует сленг, состоящий преимущественно из жаргона железнодорожников и любителей транспорта, а также заимствований из английского языка. Объединения трейнсёрферов нередко занимаются сбором и систематизацией информации по видам подвижного состава и способам проезда на них, а также особенностям езды на различных железнодорожных линиях. Ряд декларирует некоторые этические принципы — например, недопустимость повреждения подвижного состава или срыва графика поездов.
В ряде стран, где существуют развитые сообщества трейнсёрферов, в том числе и в ряде регионов России, ими могут устраиваться массовые мероприятия по катанию снаружи поездов группами до нескольких десятков человек. Одна такая акция имела место 30 июля 2010 года на Горьковском направлении МЖД в день запуска скоростного поезда «Сапсан» сообщением Москва — Нижний Новгород, одной из заявленных целей которой, помимо приветствия «Сапсана», являлся протест против отмены пригородных электричек, обусловленной ремонтом путей в преддверии запуска скоростного поезда).

### Практикованиежелезнодорожниками

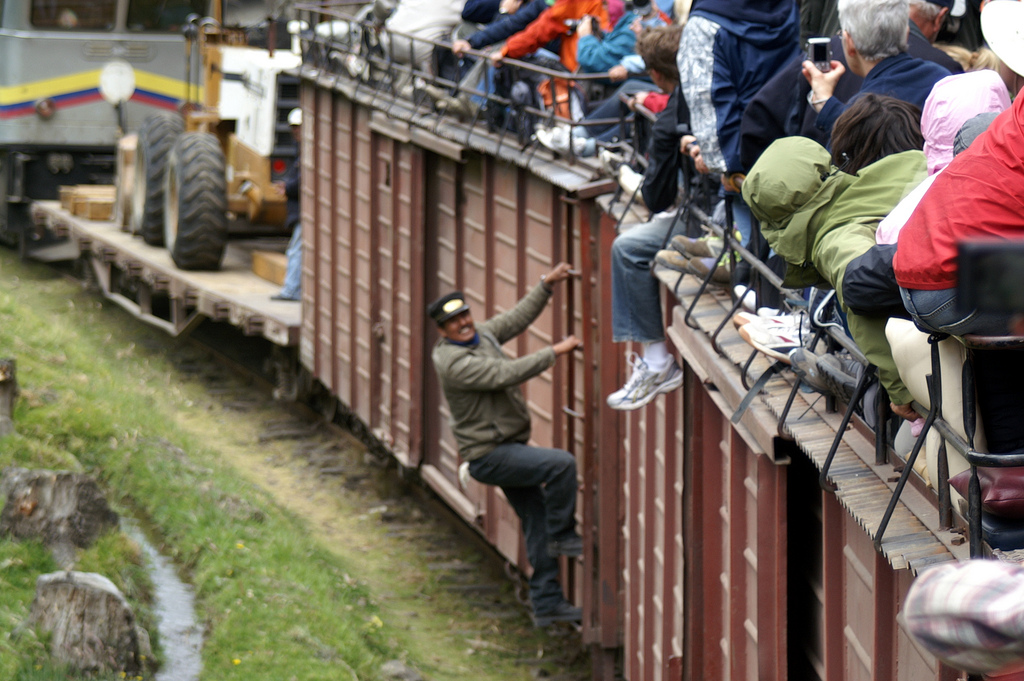
Кондуктор на боковой лестнице грузового вагона поезда в Эквадоре

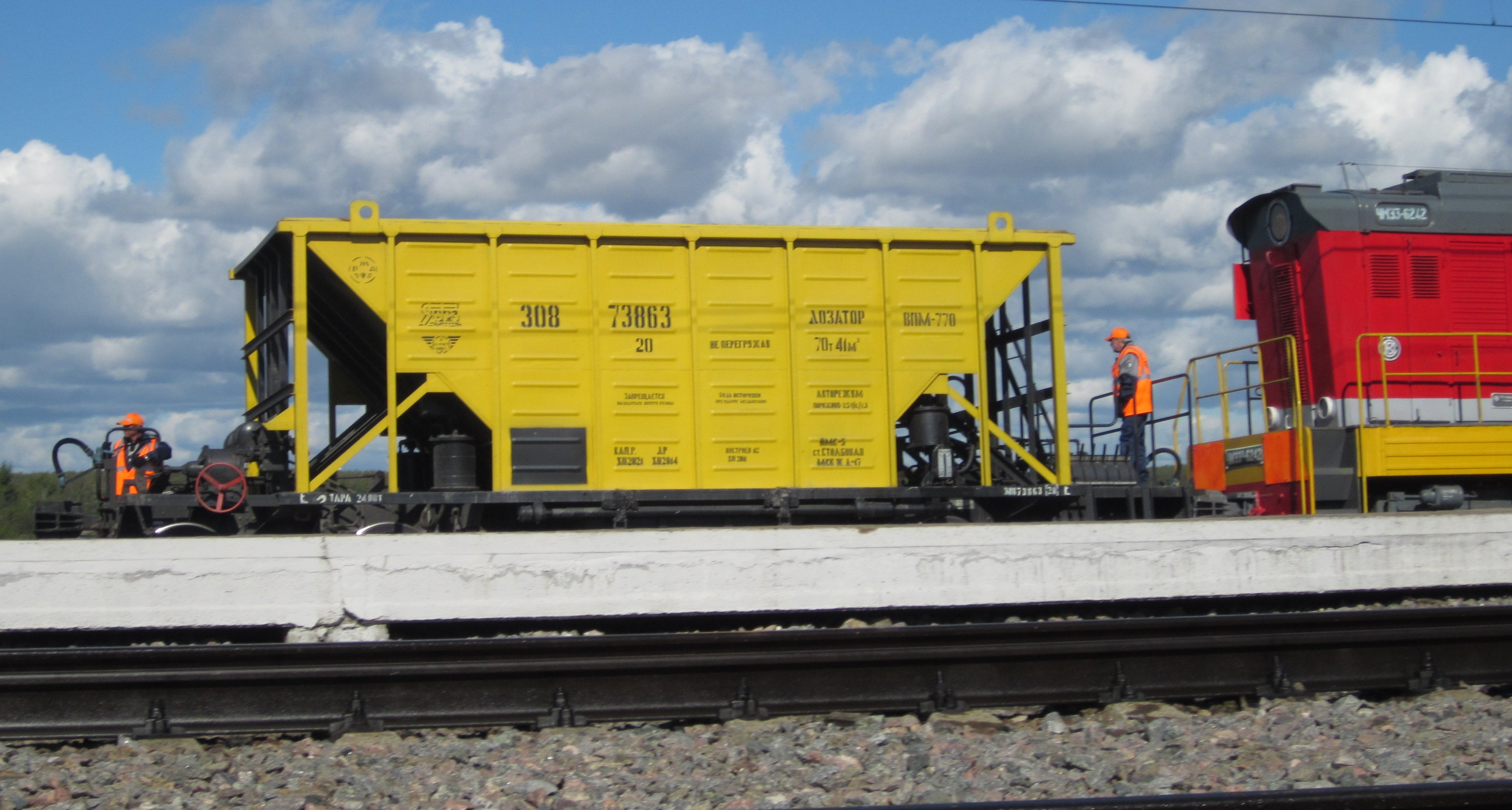
Машинист хоппер — дозаторной вертушки и помощник машиниста на хоппере во время манёвров: слева — на боковой подножке, справа — на переходной площадке вагона

С момента возникновения железнодорожного транспорта проезд с внешней стороны поездов часто практиковался работниками железных дорог при выполнении ряда работ, при которых машинист поезда имел недостаточный обзор и требовалось нахождение человека снаружи поезда для контроля над его следованием. В период XX века требования по безопасности железнодорожников были существенно повышены, тем не менее, практика проезда железнодорожников снаружи вагонов при выполнении манёвров для отслеживания движения поезда сохранилась и в настоящее время. В то время как проезд пассажиров с внешней стороны поездов на многих железных дорогах мира запрещён, ряду железнодорожных служащих, например составителям поездов и кондукторам, предписывается или разрешается осуществлять проезд снаружи, но с определёнными ограничениями..
В России, согласно современным правилам технической эксплуатации, составители или кондуктора поездов имеют право проезжать снаружи вагонов только при следовании поездов с небольшой скоростью при выполнении маневровой работы на приспособленных для проезда переходных площадках или подножках с поручнями, находящихся в исправном состоянии (проезд на грузовых платформах в стоячем положении, рамах, крышах или сцепных устройствах вагонов составителям запрещается), а слезать и залезать на поезд разрешается только при его полной остановке. Также составители должны постоянно поддерживать связь с машинистом и контролировать габариты приближения строений, а при наличии негабаритного места (высокой платформы, тоннеля или светофора) им разрешается проезжать последнее только при возможности нахождения в пределах габарита вагона — в противном случае составитель должен проследовать данное место пешком. Кроме того, составителям или кондукторам запрещается переходить или перелезать с одного вагона на другой при движении поезда.
В соответствии с законодательством работники ведомственной охраны железнодорожного транспорта имеют право проезжать на переходной площадке вагона (при температуре не ниже + 10°С).

## Безопасность и факторы риска
Проезд снаружи поезда опасен из-за отсутствия вне поезда элементов пассивной безопасности вагона.
От проезжающего снаружи человека требуется постоянный контроль окружающей обстановки, высокая физическая подготовка, а также некоторое понимание устройства подвижного состава, чтобы предвидеть возможные опасности.
Периодически на железных дорогах мира происходят случаи гибели или серьёзного травмирования людей, проезжающих снаружи поездов, включая как случаи производственного травматизма составителей, кондукторов и других работников железной дороги, проезжающих снаружи по профессиональной надобности, так и случаи непроизводственного травматизма пассажиров, некоторые из которых получают освещение в СМИ и вызывают широкий общественный резонанс.
Как правило, при проезде снаружи поездов травмируются или погибают дети и несовершеннолетние подростки, которые не понимают всех опасностей и особенностей устройства подвижного состава. Кроме того, среди трейнсёрферов нередко встречаются любители риска и острых ощущений, которые для получения адреналина или выполнения рискованных трюков пренебрегают осторожностью при поездке или даже идут на заведомо опасные действия (например, касаются электрооборудования, не имея специальной диэлектрической одежды), что приводит к несчастным случаям. Также на безопасность проезжающего снаружи поезда человека могут повлиять различные нештатные ситуации, такие как резкие рывки вагонов, резкое изменение погодных условий, обрыв поручней, появление на пути следования негабаритного места, провисание или обрыв контактной сети, либо наличие на ней посторонних предметов, поломка токоприёмников, разрыв сцепки и расцепление вагонов во время движения, сход с рельс, столкновение поезда с посторонним предметом, а также нападение на трейнсёрфера других лиц.
Категории несчастных случаев
Падающий
- Потеря равновесия и падение с поезда во время движения. Как правило, это происходит:
  - с нетрезвыми;
  - при плохом самочувствии;
  - со специально ни за что не держащимися трейнсёрферами;
  - с пренебрегающими предосторожностью при проезде и перемещении по поезду[50];
  - с зацепившимися в неудобном и неустойчивом положении[80];
  - с опирающимися на ненадёжные конструкции[52];
  - при попытке проделать трюк на ходу поезда[50];
  - при попытке проехать, когда держаться вовсе не за что[34];
  - при обрыве конструкций поезда из-за подпила, ржавчины или усталости металла[55];
  - от соскальзывания с обледенелых поручней, подножек и корпуса вагона[81];
  - от резкого рывка вагона;
  - от сильного ветра.[76][62]

Поражение электрическим током
- Поражение электрическим током при проезде на электрифицированных линиях или при попытке запрыгнуть на крышу поезда с моста[82] в результате прикосновения или слишком близкого приближения к контактной сети, токоприёмнику, тормозным резисторам и токоведущим высоковольтным шинам на крыше подвижного состава.
- Человек может получить удар электрическим током без соприкосновения их тело с линией электропередачи. Электрическая дуга может пронестись по воздуху от линии электропередачи. Человек может получить удар электрическим током от электрической дуги.[83]

Столкновение
- Столкновение с препятствиями (платформами, светофорными столбами, мостами, порталами тоннелей и т. п.) при проезде за габаритом подвижного состава сбоку или на крыше.

Попытка прыгнуть
- Падение под колёса при неудачной попытке запрыгнуть на ходу на боковую подножку, спереди или между вагонами, или спрыгнуть с вагона на ходу.
- Падение и травмирование при попытке запрыгнуть на поезд или спрыгнуть на большой скорости.

Термические ожоги
- Термические ожоги при прикосновении к нагретым тормозным резисторам на крыше.

По мнению практикующих трейнсёрферов, проезд снаружи вагона может быть безопасным, но только при соблюдении определённых правил предосторожности. Чтобы снизить риск, трейнсёрферы изучают комплекс опасных факторов, в том числе конструктивные особенности подвижного состава, назначение различных его элементов, маршруты следования поездов, расположение и особенности станций, наличие и виды электрификации и негабаритных участков, а также определяют необходимое снаряжение и одежду с учётом конструктивных особенностей поезда, погоды и продолжительности поездки.

#### Травмы и смертельные случаи
- За десять лет, предшествовавших августу 2000 года, в Бразилии погибло 100 человек, когда они ехали снаружи поездов.[86]

- в США в Нью-Йорскском метрополитене c 1989 по 2011 при проезде снаружи поездов погибло 13 и пострадало 56 пассажиров.[87]

- В Германии с 1989 по 1995 год 18 человек погибли, когда они ехали вне поездов.[88]

- В Индонезии за два года до 2008 года 53 человека погибли, когда они ехали вне поездов.[89]
- в России ежегодно происходит несколько десятков случаев травмирования и гибели проезжающих снаружи поездов людей: например, на территории Москвы и Московской области за первые 10 месяцев 2012 года при проезде снаружи поездов погибли 6 и серьёзно пострадали 8 несовершеннолетних.[90]. По данным МВД России, в Центральном федеральном округе за 2015 год получили травмы около 50 человек. В 2016 году пострадали 37 человек и 9 из них погибли[91].

### Экипировка и снаряжение
Трейнсёрфер подвергается воздействию окружающей среды и внешних погодных условий, таких как осадки, низкие температуры, встречный ветер, несущий частицы пыли и снега, что может создать дискомфорт при проезде и повысить опасность, а зимой привести к серьёзному обморожению и потере чувствительности конечностей.

#### Используемые официальными лицами
В России для обеспечения безопасности работников ведомственной охраны Росжелдора, осуществляющих охрану и сопровождение вагонов и контейнеров с грузом, в грузовых поездах могут выдавать страховочный ремень (строп канат с регулятором) для безопасного проезда на переходной площадке вагона или в крытом вагоне, очки защитные, каски защитные, тулупы, плащи, жилеты сигнальные со световозвращающими накладками, валенки обрезиненные, перчатки или рукавицы меховые. Для безопасной работы с ядовитыми грузами работники ведомственной охраны в соответствии с требованиями подпунктов 3.3.30 и 3.3.31 Правил безопасности при перевозке опасных грузов железнодорожным транспортом (РД 15-73-94), утвержденных постановлением Госгортехнадзора России от 16 августа 1994 г. N 50, обеспечиваются грузоотправителем необходимыми средствами индивидуальной защиты, комплектом инструментов, необходимыми запасными материалами и заглушками, инструкцией для проводников, утвержденной главным инженером завода-грузоотправителя.

#### Используемые неофициальными лицами
Для поездок в сложных метеоусловиях или на большие расстояния трейнсёрферы при необходимости используют специальную экипировку и одежду, которая выбирается, исходя из условий защиты лица от ветра и переохлаждения, удобства и устойчивости при перемещении по вагону, а также могут брать в поездку запасы пищи и воды; при этом, чтобы быть менее заметными для железнодорожников, трейнсёрферы, как правило, используют неяркую одежду и экипировку тёмных тонов. Зимой трейнсёрферы используют многослойное термобельё и маски для защиты лица, позволяющие смотреть вперёд по ходу движения при сильном ветре и снеге. Также трейнсёрферы часто применяют прочные перчатки для крепкого захвата поручней руками и защиты кистей рук от повреждений и обморожения.
При длительных поездках на большие расстояния трейнсёрферы часто используют страховочное альпинистское снаряжение, такое как ремни-самостраховки и карабины, если вагоны не имеют бортов и других элементов пассивной безопасности, позволяющих проехать без риска случайного падения с поезда, поскольку концентрация внимания и собранность со временем ослабевает, и можно заснуть на ходу от усталости. Также трейнсёрферы применяют специальное страховочное и крепёжное снаряжение для поездов, на которых отсутствуют поручни, подножки и другие конструкции, используемые человеком, что позволяет ехать, закрепившись к поезду, а без применения такого снаряжения ехать или невозможно совсем, или велик риск упасть с поезда. Для крепления страховочного снаряжения и создания дополнительных точек опоры на поездах без поручней трейнсёрферы используют специальное крепёжное снаряжение, учитывающее конструктивные особенности вагонов — например, для крепления к стёклам поездов могут применяться вакуумные присоски для переноски стёкол, а в технические отверстия с резьбой вкручивают рым-болты, за которые крепятся страховка или карабин.

### Устойчивость и риски падения
Одним из рисков при проезде снаружи вагона, не зависящих непосредственно от трейнсёрфера, является риск падения при обрыве не рассчитанных на вес человека конструкций поезда, либо при попытке опереться на шатающиеся и повреждённые конструкции. Чтобы снизить такие риски, трейнсёрферы перед поездкой и при перемещении по вагону осматривают вагон и проверяют все поручни, подножки и другие наружные элементы на целостность и пригодность к приложению нагрузки при использовании их в качестве опор. Для наибольшей устойчивости на поезде и снижения риска падения трейнсёрферы соблюдают «правило трёх точек опоры» и прилагают вес тела на несколько разных конструкций, занимая при этом наиболее комфортное положение, при котором на руки приходится минимальная нагрузка.

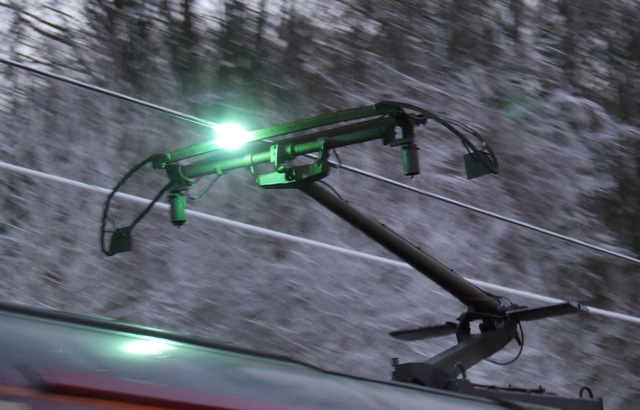
Электрическая искра

При езде сбоку или на торце вагона важным условием для устойчивости является наличие пригодных для обхвата руками конструкций поезда, потому что без хорошего захвата руки могут соскользнуть и повлечь потерю равновесия. При проезде на крыше или открытой площадке поезда трейнсёрфер находится в более устойчивом положении, чем при езде на торцах вагона, однако сильный ветер при высокой скорости движения либо резкие рывки поезда могут спровоцировать падение с крыши вагона, если нет возможности за что-то удержаться или закрепиться, особенно если крыша скользкая и имеет неровную округлую форму либо если трейнсёрфер находится близко к краю вагона. Также зимой вероятность потери равновесия и падения с поезда может существенно возрасти из-за обледенения обшивки, поручней и подножек вагона, которые при недостаточно прочном захвате могут выскользнуть из рук. Кроме того, опасность для трейнсёрферов, проезжающих под вагонами, могут представлять колёсные оси и другие подвижные элементы тележек вагонов, которые трейнсёрфер может задеть при резком рывке вагона, поэтому многие трейнсёрферы стараются избегать езды под вагонами или при проезде занимать места на максимальном удалении от колёс вагона.

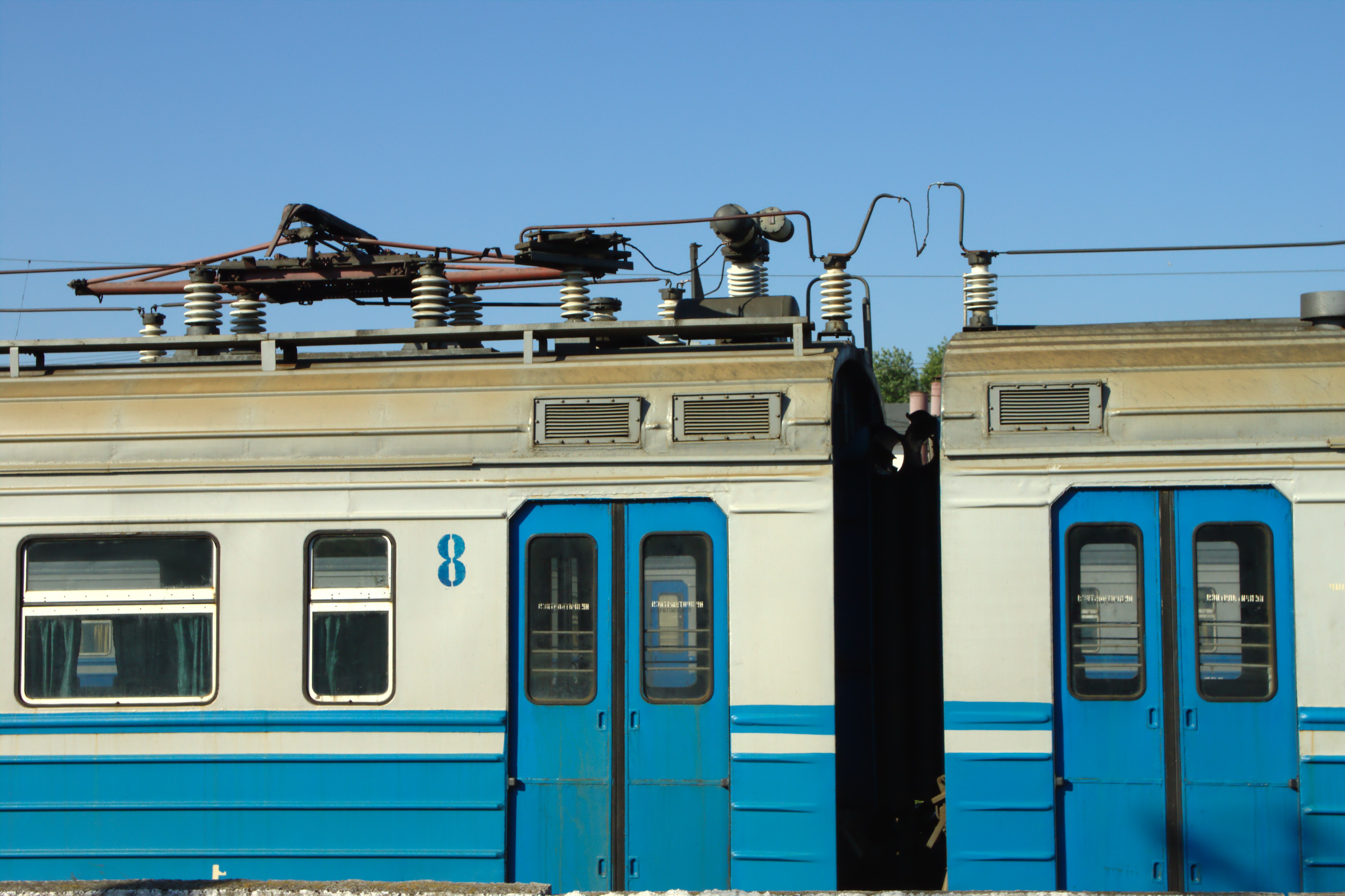
Крышевое оборудование электропоезда ЭР9п, представляющее смертельную опасность для трейнсёрферов. Слева направо видны: токоприёмник, главный выключатель и токоведущая шина, межвагонная перемычка параллельного соединения токоприёмников, токоведущая шина прицепного вагона

Риск падения со смертельным исходом существует также в случае трамвайного зацепинга. В октябре 2021 года в Екатеринбурге 13-летняя школьница ехала на сцепке двух вагонов трамвая, упала на рельсы и погибла: водитель её не заметил и уехал в депо, а трамвай протащил тело около 200 метров.

### Электробезопасность
Гражданам при пользовании железнодорожным подвижным составом не допускается подниматься на крыши железнодорожного подвижного состава и проезжать в местах, не приспособленных для проезда. Составитель поездов и кондуктор грузовых поездов не должны подниматься на крышу вагона, контейнера или локомотива, находящихся под контактным проводом и воздушными линиями электропередачи

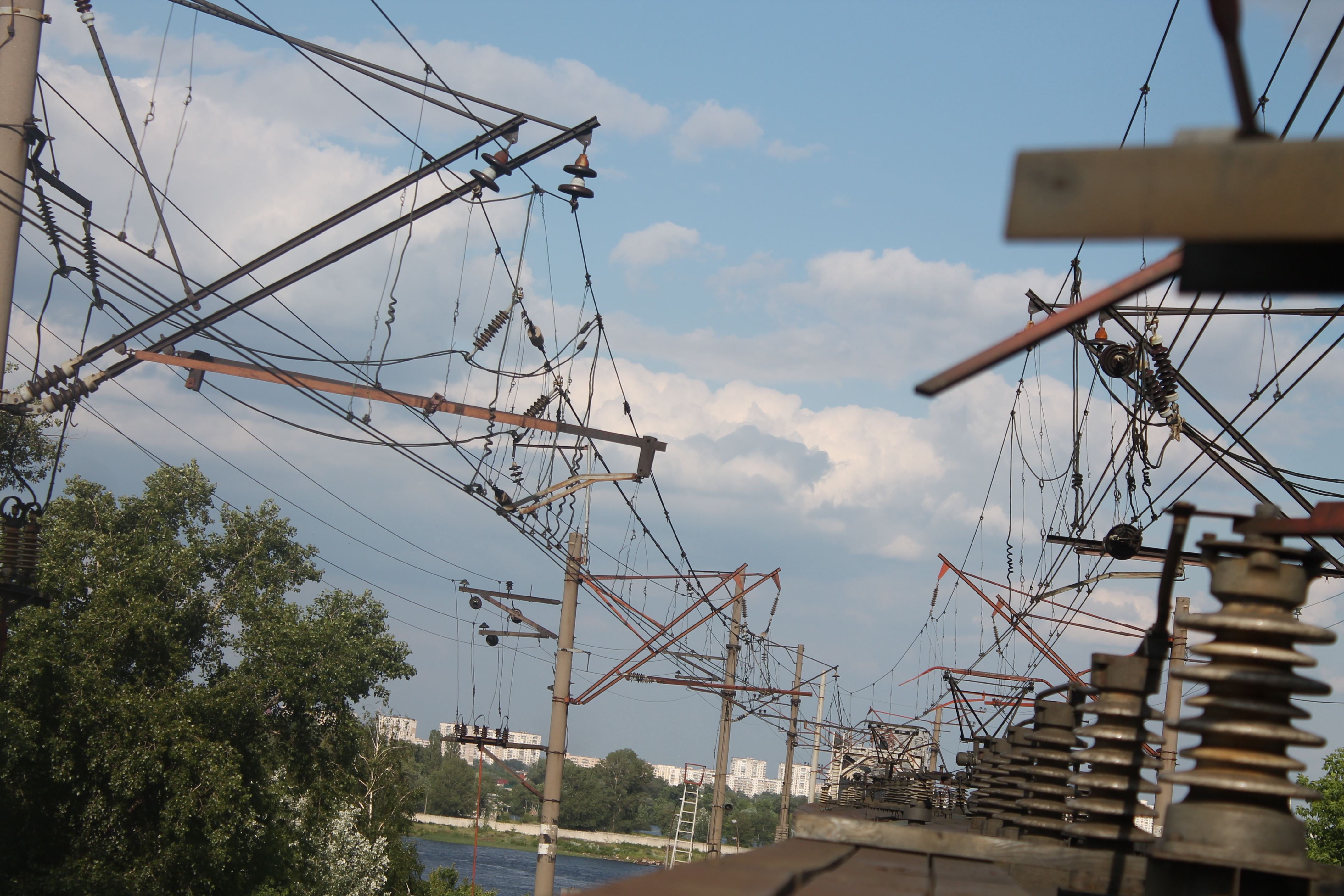
Контактная сеть постоянного тока и токоведущая шина на крыше электропоезда (справа внизу) также смертельно опасны

На современном электроподвижном составе на крышах, а также в подвагонном и в межвагонном пространстве может иметься находящееся под напряжением электрооборудование, такое как токоприёмники, высоковольтные выключатели, разрядники, тормозные резисторы, токоведущие шины и кабели, которые наравне с контактной сетью несут угрозу поражения электрическим током для проезжающих снаружи поезда людей, что может привести к их смерти или тяжёлым ожогам тела (до 95 % кожи).
При этом также имеется риск случайного приближения трейнсёрфера к электрооборудованию поезда на опасное расстояние в результате резкого рывка вагона.
Человек может получить удар электрическим током, не соприкасаясь своим телом с линией электропередачи. Это может произойти из-за электрической дуги. Электрическая дуга может вспыхнуть в воздухе от линии электропередачи и привести к поражению человека электрическим током.
При этом пробойное расстояние может варьироваться в пределах от нескольких миллиметров до десятков сантиметров в зависимости от рода тока и напряжения в контактной сети и электрооборудовании, а также зависящей от погодных условий электрической проводимости воздуха.
Кроме того, при проезде на линиях, электрифицированных переменным током, наличие у трейнсёрфера металлических предметов также становится дополнительным фактором риска в случае нахождения на близком расстоянии от токоведущих элементов, поскольку вследствие электромагнитной индукции на относительно близком расстоянии от контактной сети или высоковольтного электрооборудования в данных предметах создаётся индуцированное (наведённое) напряжение, которое может поразить человека.
Также существует риск обрыва контактного провода или поломки токоприёмника, что может привести к поражению электричеством или получению физической травмы осуществляющим проезд на крыше поезда человеком при приближении к нему повреждённого контактного провода или токоприёмника.

### Опасность негабаритных мест

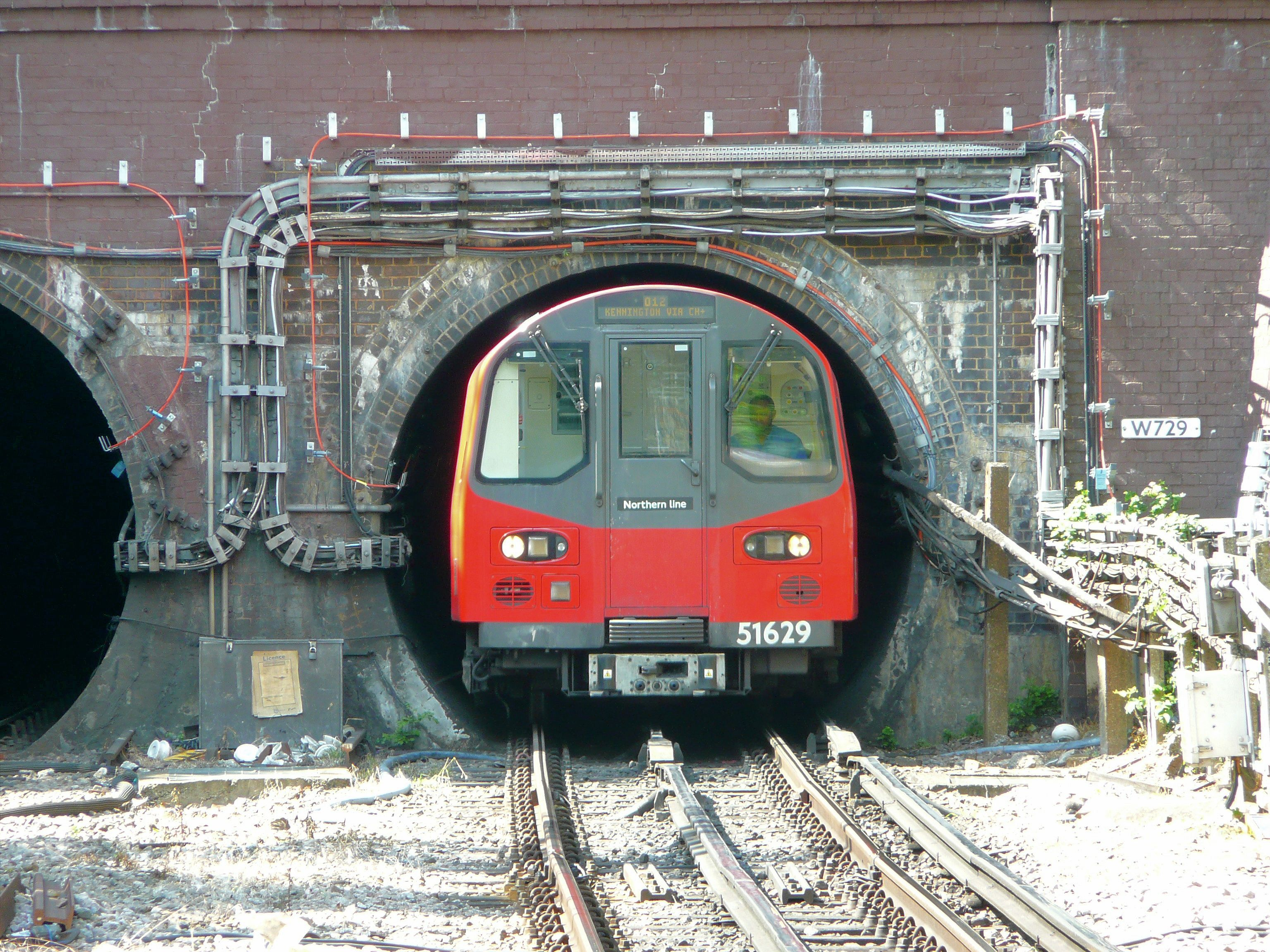
В большинстве метрополитенов мира габарит приближения строений очень сильно приближен к габариту подвижного состава, что делает нахождение за габаритом поезда при проезде смертельно опасным.

Проезд за пределами габарита подвижного состава на крыше или с боковой стороны несёт для трейнсёрферов повышенный риск, поскольку в этом случае возникает угроза столкновения с негабаритными элементами инфраструктуры, такими как провода, опоры и подвеска контактной сети, светофоры, низкие мосты, тоннельные сооружения, платформы и их ограждения, а также встречными поездами. Так, во многих метрополитенах мира габарит приближения тоннельных сооружений на закрытых перегонах находится на очень близком расстоянии от габарита поездов, поэтому попытки осуществления проезда снаружи вагона за пределами габарита вагонов сбоку или на крыше нередко приводят к гибели трейнсёрферов из-за невозможности проезда даже плотно прижавшегося к поезду человека через зазор между габаритами строений и поезда.
Нередко проезжающие снаружи поезда люди могут не знать расположение негабаритных конструкций по маршруту следования, при этом в ряде случаев может отсутствовать возможность визуального контроля расположения негабаритных мест ввиду плохой видимости, а также возможность перемещения в габарит подвижного состава до проезда поездом негабаритного места, что может привести к падению человека с поезда, а также его травмированию и гибели. Существует также риск образования искусственных негабаритных мест у железнодорожного полотна в результате повреждения железнодорожной инфраструктуры. Ввиду данного фактора опасности трейнсёрферы обычно осуществляют проезд вне габарита вагонов только при возможности визуального контроля препятствий по ходу движения на перегонах, на которых отсутствуют сильные сближения габарита приближения строений, способных задеть человека или зацепить его одежду, имея при этом возможность переместиться при необходимости в габарит вагона.

### Риски задержания и нападения
В случае, если трейнсёрфер проезжает снаружи вагона нелегально, помимо естественных рисков травмирования, существует риск прерывания его поездки в результате задержания сотрудниками полиции, охранных структур или работниками железной дороги, в том числе с применением физической силы и специальных средств. Так, например, в период второй половины XIX — первой половины XX века на железных дорогах США трейнсёрферы нередко подвергались преследованию со стороны железнодорожной полиции или кондукторов поездов. В настоящее время на трейнсёрферов на ряде железных дорог также могут происходить нападения со стороны некоторых железнодорожников, которые могут вести себя в отношении проезжающих снаружи поезда лиц крайне агрессивно, пытаясь оглушить их поездными гудками, задержать или даже применить в их отношении грубое физическое воздействие вплоть до нанесения травм; а в исключительных случаях трейнсёрферы могут подвергнуться нападениям и со стороны лиц, не имеющих отношения к железнодорожникам, охране или полиции, но при этом негативно относящихся к проезду снаружи вагона. Также в некоторых регионах имеется риск применения в отношении трейнсёрферов незаконных действий со стороны полицейских, таких как угрозы физического насилия, задержание на сроки, превышающие установленные законом, а также попытки обвинения или оформления штрафов за несовершённые трейнсёрфером нарушения (такие как порча подвижного состава, мелкое хулиганство, шпионаж и т. д.).

## Критика
Проезд снаружи поездов регулярно подвергается критике со стороны представителей железной дороги и правоохранительных органов, ряда любителей железных дорог, а также некоторых журналистов в средствах массовой информации.
Так, значительная часть работников железной дороги негативно относится к проезду гражданских лиц снаружи поездов по причине того, что в случае серьёзного инцидента с участием осуществляющего проезд снаружи пассажира может произойти сбой графика движения поездов, а машинисты могут получить психологическую травму и быть подвергнуты допросам и написанию объяснительных записок со стороны следователей и руководства депо, а также лишению премии или другим санкциям в случае, если в инциденте будет усмотрена вина машиниста. Также в связи с тем, что на ряде железных дорог среди трейнсёрферов время от времени могут появляться лица, которые при проезде занимаются вандализмом и наносят вред подвижному составу или создают помехи в движении поездов (например, рисуют граффити на лобовых стёклах кабин и корпусах поездов, ломают дворники и разбивают стёкла и фары, открывают концевые краны тормозной или напорной магистрали с целью экстренной остановки поезда без необходимости, опускают токоприёмники с целью обесточить поезд, бросают предметы в проходящие поезда и т. д.), ряд машинистов и железнодорожных любителей имеют резко негативное отношение ко всем пассажирам, проезжающим снаружи поездов, рассматривая каждого из них как потенциального вредителя.
Ряд любителей железных дорог также может негативно относиться к проезду снаружи поездов по причине того, что трейнсёрферы, сами зачастую являясь любителями ЖД, нарушают правила пользования железной дорогой при проезде снаружи подвижного состава и тем самым могут создавать проблемы её работникам, отвечающим за безопасность движения (в том числе машинистам), что приводит к ухудшению отношения последних не только к трейнсёрферам, но и ко всем любителям железных дорог в целом. Также некоторые железнодорожные любители — фотографы — в распространённой практикой проезда снаружи поездов неодобрительно относятся к трейнсёрферам, поскольку последние своим видом мешают фотографировать поезда, загораживая их и портя композицию кадра при съёмке.
По мнению ряда психологов, у ряда практикующих поездки снаружи вагонов людей, в особенности подростков с зависимым от сверстников поведением, может формироваться фактор патологического влечения к совершению во время проезда на поезде рискованных действий и желания повторять их за другими без просчитывания опасностей, что может повлечь возникновение адреналиновой зависимости к совершению всё более необдуманных действий и в конечном итоге привести к травмированию или гибели. Затем — существует точка зрения, что люди, проезжающие снаружи поездов, своим видом агитируют на совершение аналогичных действий детей, не имеющих должной подготовки и знаний для осуществления безопасного проезда снаружи поезда и легкомысленно относящихся к нему, что приводит к большому количеству инцидентов с их участием. Существует также точка зрения, что многими трейнсёрферами опасность данного действия не осознаётся в полной мере и заметно принижается. Кроме того, ряд критиков считает проезд снаружи поездов проявлением девиантного поведения, обосновывая это тем, что практикование данного способа проезда всегда было широко распространено в среде подростков из неблагополучных семей, где доминируют ценности физического воспитания, вместо интеллектуального, а развитие трейнсёрфинга в последнее время, по их мнению, может быть связано с излишним вниманием к нему со стороны государственных телеканалов.
В России в период 2010—2011 годов сообщество трейнсёрферов и часть сообщества железнодорожных любителей и железнодорожников находились в крайне напряжённых отношениях, и в общении между ними были нередки взаимные оскорбления и угрозы.
Транспортная полиция России задерживает зацеперов.

## Противодействие
На большинстве железных дорог мира проезд снаружи поездов является нарушением правил проезда пассажиров и административного законодательства. Многие железнодорожные компании пытаются предотвращать практику наружной езды, привлекая железнодорожную полицию и охрану для снятия трейнсёрферов с поездов. Железнодорожники при обнаружении пассажиров с внешней стороны поезда могут вызвать полицию для осмотра поезда на станции назначения или даже принять меры к его внеплановой остановке на ближайшей станции.
Полиция и охрана обычно патрулирует территорию вокзалов и крупных пассажирских и сортировочных станций, однако в ходе рейдов по поимке трейнсёрферов она также может присутствовать на менее крупных пассажирских станциях и непосредственно в поездах. Как правило, основной целью таких рейдов являются несовершеннолетние подростки, с которыми полицейские нередко проводят профилактические беседы. В некоторых странах железнодорожная полиция и ведомственная (военизированная) охрана железнодорожного транспорта также может использовать автомобили для патрулирования прилегающих к железной дороге территорий и осмотра поездов. Полицейские также могут проводить мониторинг социальных сетей в Интернете для отслеживания и предотвращения мероприятий по проезду снаружи поездов.
В регионах, где проезд снаружи поездов имеет определённое распространение среди пассажиров и имеет нелегальный статус, полиция может вести статистику по количеству задержанных трейнсёрферов за определённый период времени. В Австралии на городской железной дороге Мельбурна полицией было задержано 87 трейнсёрферов за последние 4 месяца 2010 года, а за весь 2011 год в штате Виктория было 330 случаев задержания трейнсёрферов с наложением штрафа. В Индии, в ходе полицейского рейда на Центральной железной дороге в течение одного дня было и оштрафовано 153 трейнсёрфера. В России в ЦФО полицией было задержано 109 несовершеннолетних трейнсёрферов за первые 5 месяцев 2011 года и 144 за аналогичный период 2012 года. На Московской железной дороге более 1000 трейнсёрферов было официально задержано с наложением штрафа в течение 10 месяцев в ходе 300 полицейских рейдов.

### Санкции

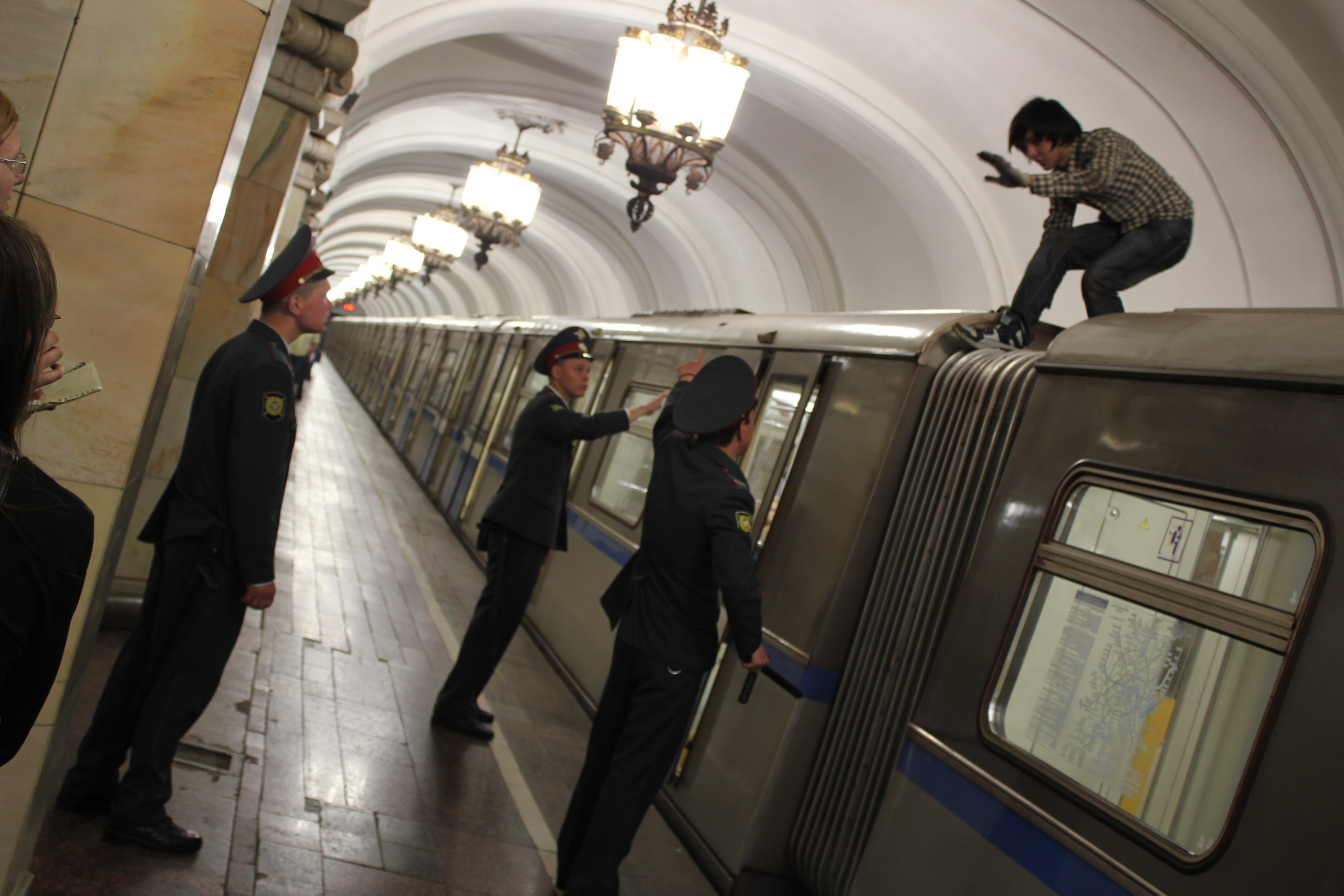
Московская полиция задерживает зацепера, едущего на гармошке поезда «Русич», на станции метро «Комсомольская»

Обычно в качестве меры наказания проезжающих снаружи поездов лиц используется наложение штрафа, размер которого в разных странах может различаться. В Австралии, при проезде снаружи поездов, не осуществляющих перевозку пассажиров, возможно также наложение штрафа за безбилетный проезд. В некоторых странах, помимо наложения штрафа, законодательство также предусматривает административный арест. Однако в случае совершения проезжающими снаружи поездов лицами действий, которые угрожают безопасной эксплуатации транспортных средств, в их отношении также может применяться уголовное наказание, такое как более крупный штраф или тюремное заключение.

#### Санкции в России
В России проезд снаружи транспортных средств расценивается как административное правонарушение, санкции за которое различаются в зависимости от вида транспорта. Проезд снаружи поездов на железных дорогах общего пользования наказывается штрафом в размере от 2 до 4 тысяч рублей (статья 11.17 пункт 1 КоАП РФ), проезд снаружи трамваев и безрельсового транспорта на дорогах общего пользования — 500 рублей (статья 12.29 пункт 1 КоАП РФ). Самые крупные штрафы непосредственно за данное нарушение начиная с 2013 года действуют в Нижегородском метрополитене (ранее штрафов за данное правонарушение в нём предусмотрено не было и они были введены после возникновения в нём практики езды снаружи), где проезжающие снаружи вагонов лица могут быть оштрафованы на сумму от 1000 до 3000 рублей, а в случае активной организации данных действий — от 3 до 5 тысяч рублей (для организаторов). В прочих метрополитенах РФ проезд снаружи подвижного состава напрямую не запрещён правилами пользования, однако в ряде случаев он приравнивается к самовольному проникновению посторонних лиц в производственные помещения (в данном случае — в тоннель), что, в свою очередь, является нарушением и начиная с 2015 года расценивается как нарушение требований транспортной безопасности, совершённое умышленно, что предусматривает штраф от 20 до 30 тысяч рублей или административный арест до 10 суток (статья 11.15.1 КоАП РФ, пункт 3). В Новосибирском метрополитене по состоянию на середину 2015 года зарегистрировано два случая оформления штрафа по данной статье лицам, задержанным за проезд снаружи поездов.
Ранее с 2001 до середины апреля 2022 года размер штрафа за проезд снаружи поезда в России, предусмотренного частью 1 статьи 11.17, составлял 100 рублей и периодически подвергался критике со стороны железнодорожных компаний, правоохранительных органов и политиков как недостаточно эффективный в профилактике данного правонарушения, и начиная с 2010-х годов с их стороны неоднократно выдвигались предложения об увеличении его размера до 5 тысяч рублей, а в некоторых случаях наряду с увеличением штрафа также предлагалось ввести административный арест на срок до 15 суток, тем не менее, предложенные санкции, в особенности введение альтернативного ареста, не получили поддержки.. В итоге с 16 апреля 2022 года штраф был увеличен от 2 до 4 тысяч рублей.
Кроме административной ответственности, с 2017 года в России также предусмотрена уголовная ответственность для проезжающих снаружи транспорта лиц в случае совершения ими из хулиганских побуждений действий, угрожающих безопасной эксплуатации транспортных средств, за что согласно статье 267.1 УК РФ предусматривается значительное наказание — штраф от 150 до 300 тысяч рублей или лишение свободы сроком до 2 лет.
В России власти активно борются с «зацепингом», в том числе преследуя размещение информации о нём в Интернете. Роскомнадзор требовал от сайтов «ВКонтакте» и YouTube удалить страницы с информацией о «зацепинге».

#### Таблица санкций в разных странах мира
Ниже приводится таблица санкций в ряде стран мира, которые могут применяться к лицам, проезжающим снаружи поездов. Страны в таблице упорядочены по мере возрастания максимальных санкций непосредственно за данное правонарушение:
Страны с законодательством, не предусматривающим арест
| Страна         | Транспортная система или регион                 | Размер штрафа                                                                                           | Примечания |
| -------------- | ----------------------------------------------- | --- | --- |
| Украина        | ЖД общего пользования                           | от 119 до 255 гривен                                                                                    | Согласно статье 109 КоАП Украины — от 7 до 15 не облагаемых налогом минимумов доходов граждан (НМДГ); размер одного НМДГ составляет 17 гривен. (исп. при административных и уголовных правонарушениях)                               |
| Казахстан      | ЖД общего пользования                           | 15 315 тенге                                                                                            | Согласно статье 560 КоАП Республики Казахстан — 5 месячных расчётного показателей (МРП); размер одного МРП по состоянию на 2022 год составляет 3063 тенге.                                                                           |
| Беларусь       | ЖД общего пользования                           | от 19,2 до 96 белорусских рублей (проезд снаружи поезда) от 64 до 300 бел. руб. открытие дверей на ходу | Согласно статье 18.4 КоАП Республики Беларусь, штраф за проезд снаружи поезда составляет от 0,6 до 3 базовых величин (БВ), за открытие дверей на ходу — от 2 до 10 БВ; размер одной БВ с 2023 года составляет 37 белорусских рублей. |
| Латвия         | ЖД общего пользования                           | до 35 евро                                                                                              | |
| Литва          | ЖД общего пользования                           | от 57 до 144 евро                                                                                       | |
| Австралия      | Устанавливается местным законодательством штата | Устанавливается местным законодательством штата                                                         | |
| Австралия      | штат Виктория (ЖД общего пользования)           | 438 австралийских долларов (для совершеннолетних) 78 австралийских долларов (для несовершеннолетних)    | |
| Великобритания | ЖД общего пользования                           | от 50 до 1000 фунтов стерлингов                                                                         | Проезд снаружи поездов наряду с проходом по путям в неустановленных местах считается проникновением посторонних лиц в техническую зону железнодорожного транспорта (trespassing)                                                     |
| Новая Зеландия | ЖД общего пользования                           | до 10 000 новозеландских долларов                                                                       | |

Страны с законодательством, предусматривающим арест
| Страна | Транспортная система или регион                 | Размер штрафа                                   | Срок ареста                                     | Примечания |
| ------ | ----------------------------------------------- | ----------------------------------------------- | ----------------------------------------------- | --- |
| Россия | ЖД общего пользования                           | от 2 до 4 тысяч рублей                          | —                                               | |
| Россия | трамвайные сети                                 | 500 рублей                                      | —                                               | |
| Россия | метрополитены                                   | от 20 до 30 тысяч рублей                        | до 10 суток                                     | расценивается как нарушение требований транспортной безопасности |
| США    | Устанавливается местным законодательством штата | Устанавливается местным законодательством штата | Устанавливается местным законодательством штата | Устанавливается местным законодательством штата |
| США    | Нью-Йоркский метрополитен                       | до 100 долларов США                             | до 10 суток                                     | |
| США    | штат Калифорния (ЖД общего пользования)         | до 50 долларов США                              | до 30 суток                                     | |
| Индия  | ЖД общего пользования                           | 500 рупий                                       | до 3 месяцев                                    | Арест применяется в исключительных случаях, таких как создание помех в движении поезда во время проезда снаружи. При этом в случае ареста возможность наложения штрафа не исключается. |

### Меры предотвращения
Кроме задействования полиции и охраны и применения санкций в отношении трейнсёрферов, для предотвращения наружной езды либо снижения уровня её практики пассажирами со стороны железнодорожных компаний могут применяться как технические, так и логистические меры, а также медийные средства.

#### Технические меры на подвижном составе

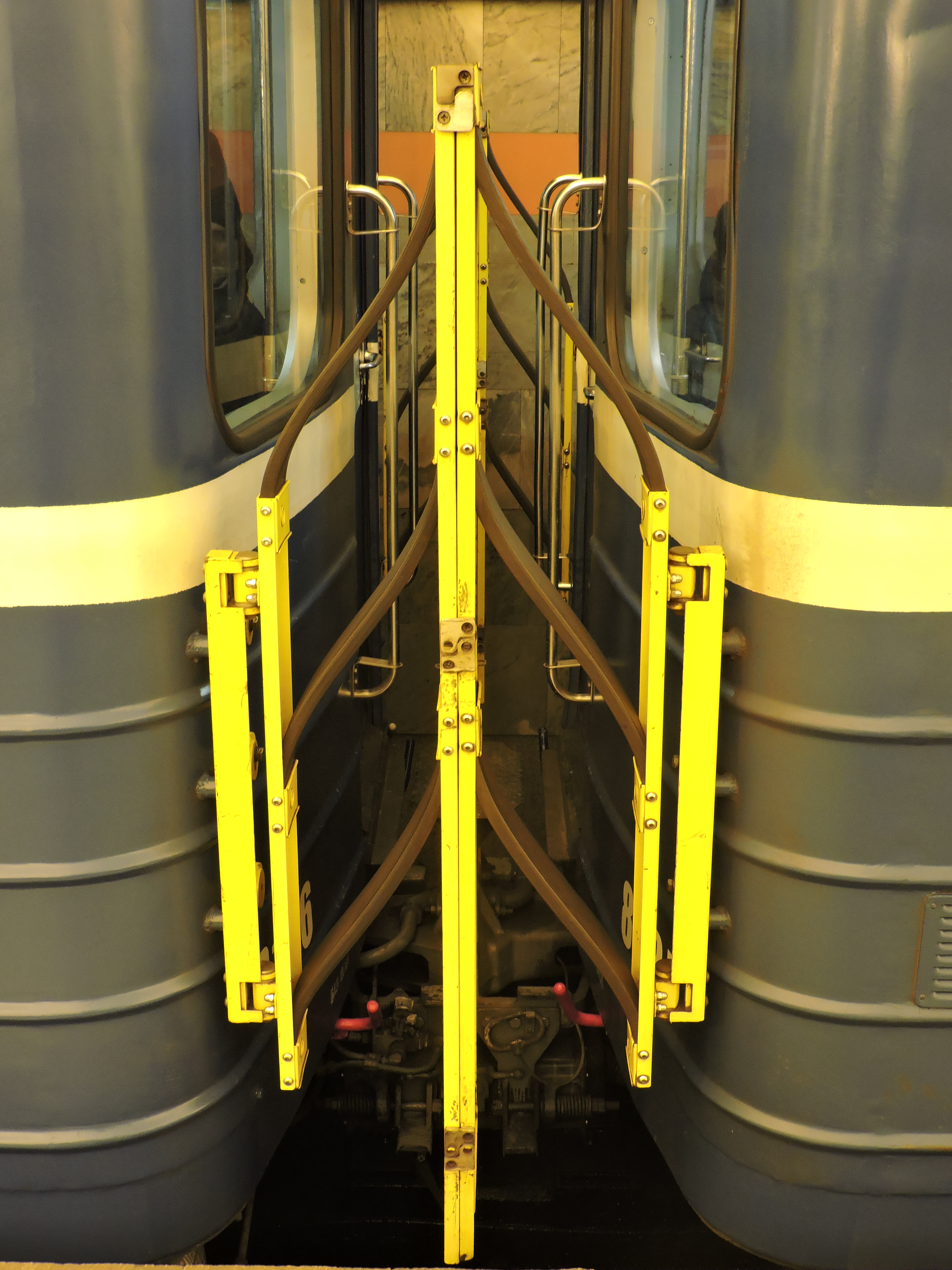
Межвагонные барьеры, которые служат для защиты от случайного падения с платформы на пути, а также создают помехи для потенциальных зацеперов, желающих проехать между вагонами метро

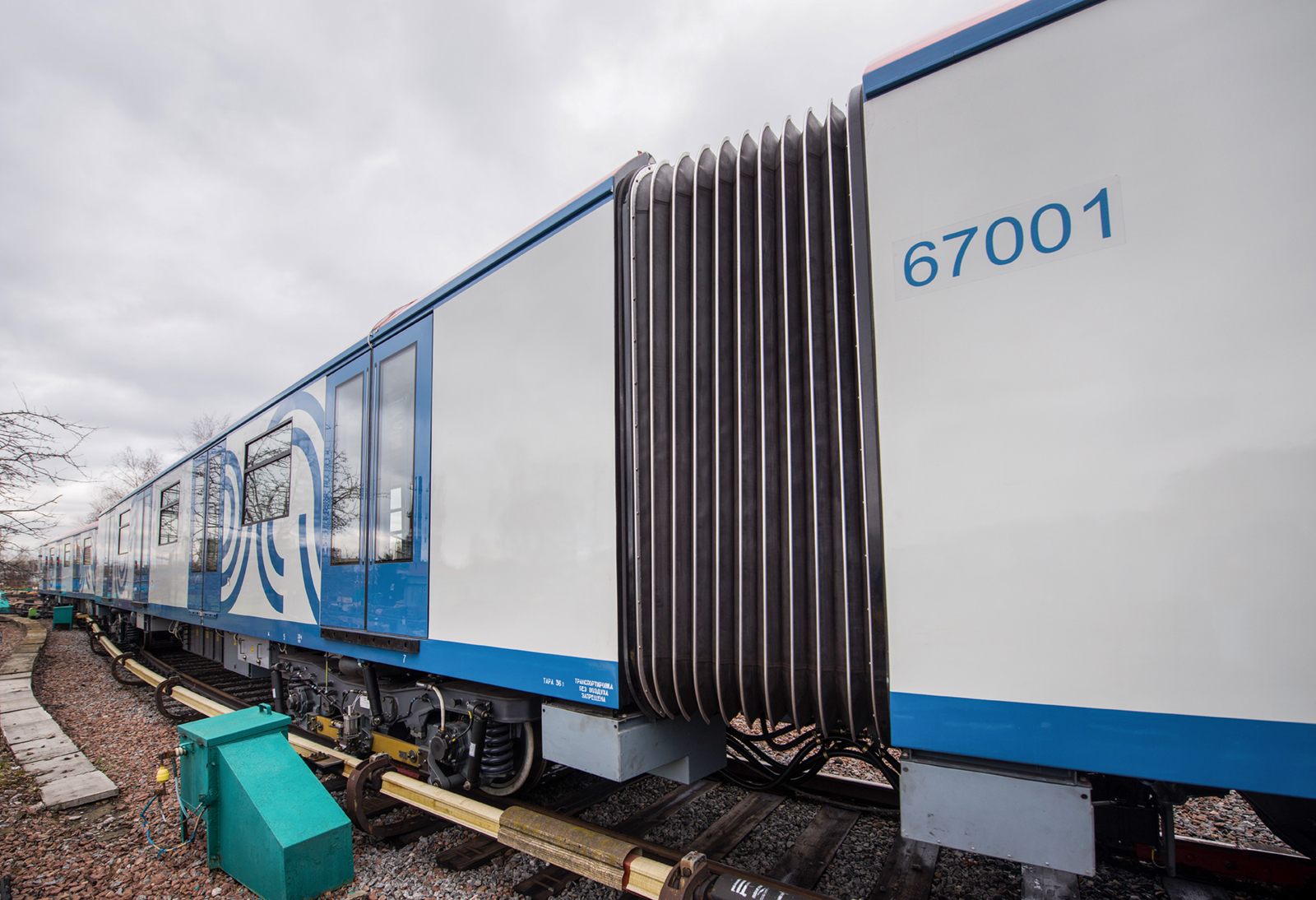
Межвагонный переход, полностью охватывающий межвагонное пространство, не оставляет возможности для наружной езды между вагонами

При производстве новых пассажирских вагонов или проведении капитального ремонта старых может применяться ряд технических решений, нацеленных на повышение безопасности и затрудняющих возможность проезда пассажиров снаружи подвижного состава. Данные решения включают в себя:
- установку автоматических дверей прислонно-сдвижного типа для предотвращения зажатия пассажиров между ними и открытия их пассажирами во время движения;
- установку окон с откидными форточками или без таковых вместо выдвижных для предотвращения высовывания и вылезания пассажиров в окна (при этом для проветривания салона обычно устанавливается кондиционер);
- установку заградительных решёток между вагонами для предотвращения случайного падения с платформы на путь и усложнения проникновения пассажиров в межвагонное пространство (в России данная мера применяется на подвижном составе метрополитенов[175] и на трамваях, сцепленных по системе многих единиц[176]);
- применение в межвагонных переходах поездов постоянного формирования сцепленных герметичных гармошек вместо резиновых уплотнителей (что также предотвращает возможность вылезания из поезда наружу), установка межвагонных переходов, которые полностью охватывают межвагонное пространство, не оставляя места для зацепа снаружи, размещение соединительных межвагонных электрических кабелей не в нижней части сбоку от межвагонного перехода, а внутри него или непосредственно над ним в зоне крыши, что не позволяет зацеперам ехать сидя на них;
- установку на новом подвижном составе минимального числа поручней и подножек либо предусматривание возможности их снятия.[175]
- установку камер видеонаблюдения в кабинах машиниста, направленных сверху на зону автосцепки, а также снаружи на крышах и бортах поездов, с трансляцией изображения машинисту в режиме реального времени.

В ряде случаев по инициативе руководства депо эксплуатируемый в них подвижной состав также может подвергаться техническим изменениям, имеющим непосредственной целью предотвращение проезда снаружи. В России в ряде моторвагонных депо на подвижном составе с истёкшим сроком гарантийного обслуживания может применяться снятие буферов и срезание поручней и подножек на торцах кабины машиниста, что ограничивает возможность проезда на хвостовом и головном торцах поезда и делает невозможным залезание с торца на крышу без применения спецсредств. Аналогичные меры применяются и в ряде трамвайных парков, при этом с трамваев также могут быть сняты сцепные устройства. В России после возникновения практики проезда между вагонами скоростных поездов «Сапсан» руководство Российских железных дорог вело переговоры с производителем о возможности ликвидации технических отверстий в корпусе поезда для предотвращения закрепления трейнсёрферов на нём и установило в них болты-заглушки, однако данная мера оказалась неэффективной. Также практиковалось умышленное загрязнение поручней невысыхающими вязкими материалами, которые должны отбивать желание прикасаться к ним руками и одеждой.

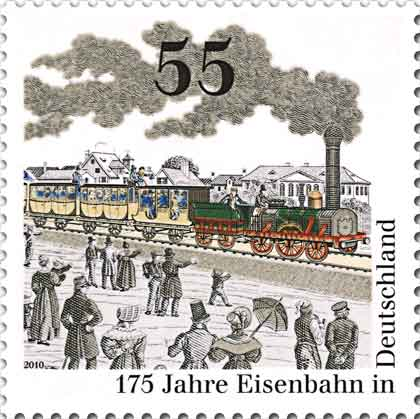
Изображение поезда с несколькими пассажирами на крыше на немецкой почтовой марке.

#### Технические меры на станционной и путевой инфраструктуре
На территории станций и прилегающей железнодорожной инфраструктуры для повышения безопасности пассажиров, включая предотвращение проезда снаружи поездов, могут применяться технические средства, такие как станционные платформенные раздвижные двери, заградительные барьеры и системы видеонаблюдения, что имеет широкое распространение на территории метрополитенов. В Московском метрополитене для предотвращения залезания пассажиров на крыши поездов с надземных переходов на ряде станций ведётся установка стеклянных заграждений, также рассматривается вопрос об установке станционных раздвижных дверей на новых станциях для предотвращения падения или проникновения пассажиров на пути и в межвагонное пространство поездов и оборудование большего числа станций мониторами контроля дверей, транслирующими изображение хвостовой части состава.
В ряде стран Азии для борьбы с трейнсёрферами применяются более жёсткие меры, ставшие объектом массовой критики со стороны правозащитников. Например, полиция в Бангладеш может использовать против трейнсёрферов длинные бамбуковые палки. В Индонезии для борьбы с ездой на крышах изначально практиковалась установка заграждений на станциях на уровне крыш вагонов, установка на крышах поездов колючей проволоки и опрыскивание краской или маслом крыш вагонов и самих трейнсёрферов; в настоящее время в Индонезии для борьбы с ездой на крышах на электрифицированных линиях может производиться понижение уровня контактной сети, что делает проезд на крыше вагона более опасным, а на некоторых неэлектрифицированных линиях устанавливаются специальные габаритные ворота с подвешенными на них бетонными шарами, которые при столкновении с человеком на скорости могут нанести серьёзный вред здоровью или привести к его смерти.

#### Логистические меры
Эффективным методом борьбы с зацепингом на пригородных пассажирских поездах является повышение пропускной способности железнодорожного транспорта, увеличение частоты движения поездов и создание комфортных условий для проезда внутри в условиях жары или часа пик (например, оснащение поездов кондиционерами), а также развитие альтернативных видов транспорта (метро, автобусы с выделенными полосами) или модернизация городской среды, снижающая потребность в маятниковой миграции. Комплекс мер приводит к снижению загруженности поездов, и ситуация, когда пассажир не может войти в перегруженный вагон, исчезает. Подобные меры нехарактерны для стран и регионов с коррумпированными или непрофессиональными органами власти. Однако данные меры не позволяют полностью исключать случаи наружной езды, мотивированные безбилетным проездом (при осуществлении внутри билетного контроля) или желанием получения удовольствия от езды снаружи.

#### Медийные средства
Для снижения популярности наружной езды железнодорожные компании и органы правопорядка организуют информационные кампании против неё, заключающиеся в размещении в вагонах, на территории станций и других объектах транспорта плакатов и табличек c предупреждениями об опасности и незаконности такого проезда, звуковых объявлений и социальной рекламы в виде комиксов или видеороликов. В интернете перевозчиками размещаются информационные видеоролики и социальная реклама, включая сатирические короткометражные мультфильмы, призванные показать опасность наружной езды на поездах: например, в России РЖД в рамках мультфильма «Приключения сапсанчика» выпустили серию «Сапсанчик и зацеперы», а ЦППК — одну из серий треш-мультфильма «Мозги не купишь». Также перевозчики и органы правопорядка оказывают влияние на средства массовой информации с целью освещения ими наружной езды в негативном контексте как опасного и преступного вида деятельности, демонстрации связанных с ним случаев гибели и травмирования людей и формирования отрицательного образа зацеперов среди граждан.
Наряду с ведением информационной войны против проезда снаружи поездов, власть запрещает даже художественную составляющую, требуя от кинопроизводителей искажать достоверность событий. В Индии в ходе съёмок фильма 007: Координаты «Скайфолл» про Джеймса Бонда руководство индийских железных дорог попросило режиссёров «внести правки», вырезав из фильма сцены массового проезда толп людей с тюками и мешками на крышах индийских поездов, дабы сокрыть данное явление и «не позорить» имидж Индии, где способ проезда снаружи поездов является крайне распространенным и обыденным. В России в 2016 году по решению суда было заблокировано 101 сообщество в социальной сети «ВКонтакте», посвящённое трейнсёрфингу.

### Комментарии
1. ↑  При этом понятие «зацепинг» может обозначать проезд с внешней стороны не только поезда, но и любого транспортного средства.
2. ↑  таких как полувагоны, думпкары или вагоны-платформы.
3. ↑  Тем не менее, в Японии, несмотря на крайне высокую переполненность поездов метро и пригородных электричек в ряде крупных городов (для ускорения посадки и закрытия дверей имеются специальные железнодорожники, «заталкивающие» пассажиров в вагоны в час пик), явление наружной езды как таковое практически отсутствует.
4. ↑  Например, при поездке в полувагоне с бортом исключается риск случайного падения человека за пределы борта, поэтому некоторые передвигающиеся в них путешественники могут спать во время поездки, не применяя какие-либо страховки
5. ↑  Во многом правила безопасности при проезде и перемещению снаружи поезда у трейнсёрферов аналогичны правилам безопасности альпинистов Архивная копия от 11 апреля 2013 на Wayback Machine.
6. ↑  Конструкция поездов семейства ICE3 / Velaro предполагает наличие отверстий с резьбой для возможности закрепления болтами щитов, закрывающих межвагонные переходы при транспортировке вагонов в расцепленном состоянии (фото. Дата обращения: 14 сентября 2012. Архивировано 27 декабря 2012 года.). Трейнсёрферы используют их для вкручивания болтов с кольцевыми отверстиями и использования последних в качестве точек опоры и возможности закреплять страховку. Установка же со стороны РЖД пятигранных болтов-заглушек позволила трейсёрферам быстро залезать по ним на крышу поезда или спускаться без предварительного закрепления своих болтов, при этом болты-заглушки могут быть откручены трейнсёрферами с помощью специальных ключей соответствующего размера и формы (пример на видео. Архивировано из оригинала 1 октября 2016. Дата обращения: 11 августа 2017.).